# Airbus A310
Vous lisez un « bon article » labellisé en 2022.
Dimensions
L'Airbus A310 est un modèle d'avion de ligne long courrier biréacteur à fuselage large produit par le constructeur aéronautique Airbus de 1982 à 1998. Il se présente comme une version raccourcie de l'Airbus A300, mais s'en démarque par plusieurs innovations, notamment une voilure entièrement nouvelle aux performances aérodynamiques accrues, une électronique plus avancée permettant de se contenter de deux membres d'équipage, et un usage accru de matériaux composites. Produit à partir de 1982, il se place, avec une capacité de l'ordre de 210 à 230 sièges dans un aménagement long-courrier typique, dans un créneau intermédiaire entre les avions à fuselage étroit comme les Boeing 737, et les gros-porteurs à double couloir comme le McDonnell Douglas DC-10 ou le Boeing 747. Son concurrent direct sur ce segment de marché est le Boeing 767.
Sans être vendu à un nombre particulièrement important d'exemplaires (255 au total), l'Airbus A310 contribue à enraciner le constructeur sur le marché des avions de ligne et certaines innovations techniques introduites sur le modèle sont reprises sur les avions ultérieurs. La plupart des compagnies retirent ce modèle des vols réguliers de passagers au cours des années 2000. De nombreux A310 sont convertis en avions-cargos, notamment pour FedEx qui a racheté à cette fin plus du quart des exemplaires produits. D'autres appareils sont utilisés au sein d'armées de l'air, comme ravitailleurs ou encore comme avions de transport diplomatique.

## Développement
À partir de 1970, avant le premier vol de l'A300, Airbus étudie déjà de nombreuses variantes à partir de ce dernier, avec un concept de famille d'appareils. Parmi eux, le concept A300B9 concerne une version allongée qui deviendra l'A330, tandis que la désignation A300B11 est appliquée à une variante quadriréacteur intercontinentale, le futur A340. L'A300B10, version raccourcie avec une autonomie accrue, préfigure l'A310. L'étude sur cette version est menée notamment par Henri Ziegler, Roger Béteille et Felix Kracht. Ce concept est tout d'abord appelé A300B10MC (Minimum Change), dans l'optique de réaliser la plus grande communité possible.
Airbus est conforté dans sa volonté de développer cette version car, dès le début de la commercialisation de l'A300, des compagnies, notamment européennes, lui expriment leur souhait d'avoir un avion similaire mais plus petit. Développé sur la base de l'A300, l'A310 est conçu comme une version raccourcie de l'A300. Toutefois, à mesure que son développement progresse, les modifications deviennent considérables, concernant notamment l'adoption de la nouvelle voilure et l'électronique plus avancée.
L'A310 est lancé presque en même temps que son concurrent le plus direct, le Boeing 767. Ces deux appareils occupent un segment de marché jusque-là vacant, entre les gros-porteurs (A300, DC-10, Tristar et 747) et les avions à fuselage étroit. McDonnell Douglas, avec son DC-X-200, propose un avion très similaire à l'A310, reprenant la section de fuselage du DC-10, mais raccourci et biréacteur. Ces nouveaux appareils pouvant représenter un danger commercial, le constructeur européen décide d'adopter les technologies plus contemporaines, en cherchant une cohérence avec la communauté de la famille Airbus. Néanmoins, le DC-X-200 est abandonné en 1978.
Le développement des A300B2/B4 est entièrement financé sur fonds publics français et allemand, le gouvernement français y consacre 2,452 milliards de francs. Le coût de développement de l'A310 est considérable, il s'agit quasiment d'un nouvel appareil. La part française est de 2,765 milliards de francs pour l'A310-200, puis 690 millions de francs pour le -300. La part de financement public diminue pour chaque nouveau modèle d'Airbus,.

### Innovation majeure, la communité

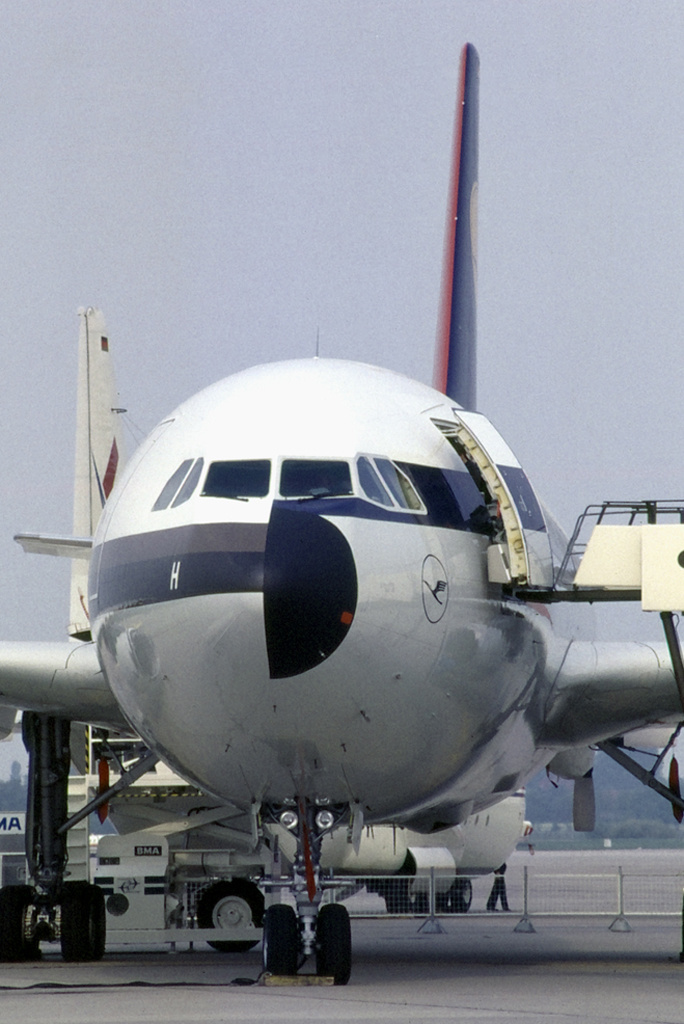
Le premier A310, MSN 162. Son immatriculation F-WZLH, comme sa livrée, est composée de celles de Swissair et de Lufthansa.

Depuis le lancement de l'A310, Airbus cherche donc toujours la meilleure optimisation possible entre les similitudes des différents modèles et les technologies avancées.
Surtout, Airbus invente le concept sophistiqué de « communité », qui devint l'un de ses principaux avantages commerciaux : un pilote certifié sur l'un de ses modèles peut être certifié au pilotage d'un autre modèle après quelques jours de formation, ce qui permet des économies très importantes pour les compagnies aériennes et offre une grande souplesse au niveau de la gestion des vols et des équipages. Du point de vue industriel, la parenté entre l'A300 et l'A310 est illustrée par le fait que les deux modèles sortent de la même ligne de production, à Toulouse. Aucun prototype d'A310 n'a été construit. Airbus n'a d'ailleurs pas commencé une nouvelle séquence de numéros de série pour les A310 : le premier A310 sorti d'usine porte le numéro 162, s’inscrivant dans la même numérotation que les A300.
L'A300-600, qui fait son premier vol en 1983, est une version modernisée de l'A300, qui reprend l'essentiel des innovations introduites sur l'A310, sauf celles concernant la voilure.

### Lancement commercial en 1978

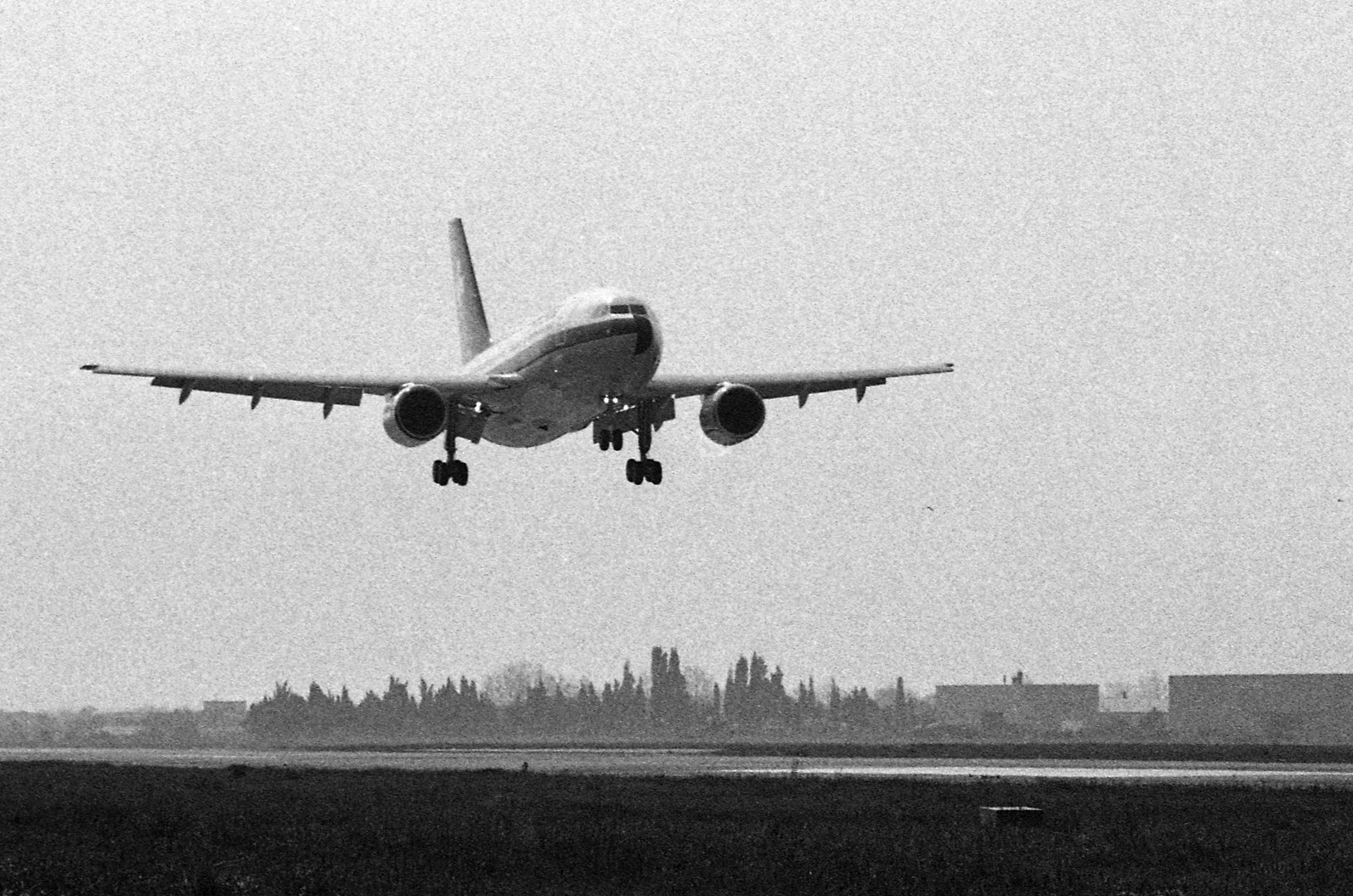
Premier vol de l'A310 à Toulouse-Blagnac le 3 avril 1982.

L'A310 est lancé officiellement en juillet 1978 grâce aux compagnies de lancement Lufthansa et Swissair. Lufthansa confirme son contrat, le 2 avril 1979, avec 25 appareils en commande ferme, ainsi que 25 options, alors que Swissair commande dix exemplaires et dix autres en option. Enfin la compagnie américaine Eastern Air Lines conclut 25 intentions d'achat le 6 avril 1978. Les premiers clients sont :
- Swissair : 10 commandes fermes et 10 options ;
- Lufthansa : 25 exemplaires et 25 options ;
- KLM Royal Dutch Airlines : 10 exemplaires et 10 options ;
- Air Afrique : 2 exemplaires ;
- Martinair Holland : 3 exemplaires et 1 option ;
- Air France : 5 exemplaires et 10 options ;
- British Caledonian Airways : 3 exemplaires et 3 options ;
- Sabena : 3 exemplaires et 3 options ;
- Inex Adria : 2 exemplaires et 2 options.

Il est important de noter que British Aerospace décide définitivement, en 1979, de rejoindre le développement de l'A310, bien que Boeing lui ait proposé une coopération en tant que sous-traitant, partageant les risques de l'opération, pour son projet du B757. Finalement, BAe se rallie au projet et fournit à l'A310 une voilure très avancée. Lors de la présentation officielle du premier A310, immatriculé F-WZLH (MSN 162), Airbus compte déjà 180 commandes fermes.
Celui-ci effectue son premier vol d'essai à Toulouse le 3 avril 1982 avec à son bord Bernard Ziegler, Pierre Baud, Gérard Guyot, Jean-Pierre Flamant et Gunter Scherer. À cette époque-là, l'appareil est déjà célèbre, car il porte simultanément les livrées de ses deux compagnies de lancement, à savoir celle de Lufthansa à bâbord et celle de Swissair à tribord. En raison des réacteurs d'origine Pratt & Whitney (absents dans la flotte de Lufthansa), ce prototype est vendu à Swissair le 21 mars 1984, après avoir fini ses vols d'essai. L'appareil est exploité jusqu'au 24 mai 2015, aux couleurs de FedEx.

## Caractéristiques
La caractéristique principale de l'A310 est son rayon d'action : il peut emporter ses passagers à 6 800 km pour la version -200, et 9 600 km pour le -300, qui surpasse dans ce domaine tous les modèles d'A300.

### Motorisation

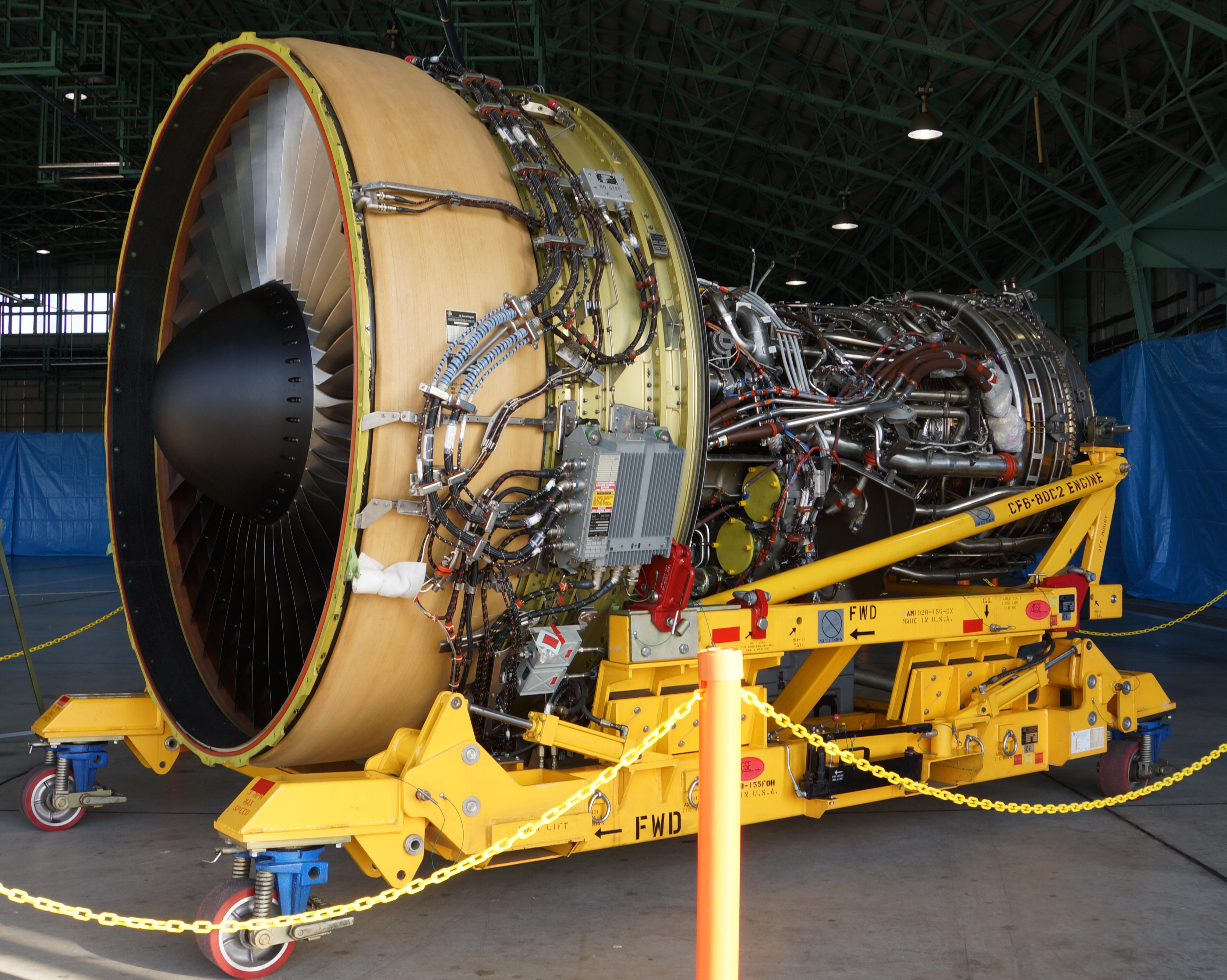
Un CF6-80C2.

Initialement, l'A310 est proposé avec trois options de motorisation : le General Electric CF6-80A1, le Pratt & Whitney JT9D-7R4D1, et le Rolls-Royce RB.211-524. Ce sont trois réacteurs à double flux à fort taux de dilution, d'environ 230 kN de poussée. Aucun de ces moteurs n'a été conçu pour l'A310, ce sont les mêmes qui équipent les autres gros porteurs de la première génération : d'autres versions de JT9D et de CF6 animent les Boeing 747, McDonnell Douglas DC-10 et Airbus A300, et le RB211-524 est le moteur du Lockheed L-1011 TriStar. Cependant, aucun client d'A310 ne choisit le moteur britannique. Plus tard dans le programme, le Pratt & Whitney PW4000, successeur du JT9D, est également proposé sur A310-300.

### Voilure

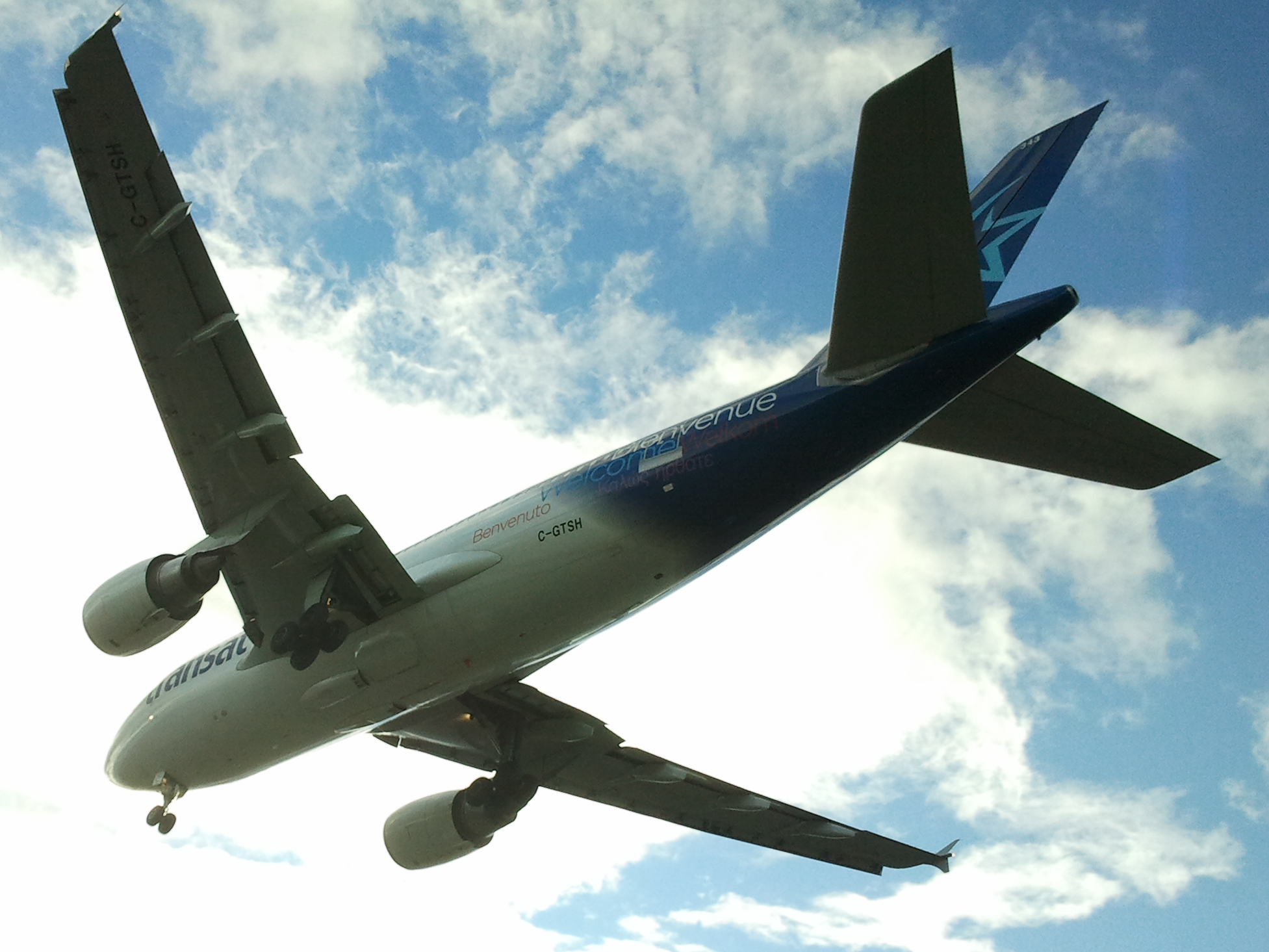
La voilure de l'A310 se caractérise par l'augmentation de son allongement. C-GTSH, A310-308 MSN 599.

Dans un premier temps, Airbus projette d'utiliser la voilure de l'A300 pour l'A310. Cependant, Airbus adopte une voilure complètement nouvelle, c'est cet aspect de l'avion qui marque les plus importantes différences avec l'A300, et les innovations les plus significatives. Conçue et réalisée par British Aerospace, l'aile possède un profil supercritique, c'est la première application de cette solution aérodynamique sur un avion de ligne (mais on l'avait déjà trouvée quelques années plus tôt sur le Dassault Falcon 50, avion d'affaires). La surface alaire est réduite par rapport à l'A300, à 219 m2 contre 260, mais l'envergure est presque la même, l'allongement est donc augmenté, à 8,8 contre 7,7 sur l'A300. Cette voilure réduit la masse de l'appareil et améliore l'efficacité, avec une consommation moindre de carburant.

### Fuselage et matériaux
Le fuselage est directement dérivé de celui de l'A300, il en reprend la section, et la structure formée de sections de 21 pouces (53,34 cm) chacune, que l'A330 et l'A340 réutiliseront aussi par la suite. Par rapport à l'A300, le fuselage de l'A310 est raccourci de 12 sections, soit 640 cm. Le fuselage a une section parfaitement circulaire, avec un diamètre de 564 cm.
L'A310 marque une timide progression dans l'emploi de matériaux composites. Sur l'A300, les seuls composites utilisés sont de type plastique à renfort de verre, et leur utilisation est limitée à des éléments intérieurs, sans importance structurelle ou aérodynamique. Sur l'A310, apparaissent en plus des polymères renforcés de fibres de carbone et d'aramide qui sont utilisés pour quelques éléments comme les apex de voilure, le pourtour de la dérive et les logements du train d'atterrissage. La part de composites dans la masse de l'avion est de 7 % environ, contre 5 % pour l'A300, c'est le début d'une tendance qui s'amplifiera sur les Airbus suivants.

### Cabine
L'appareil est autorisé, légalement, à transporter un maximum de 275 passagers. Bien sûr, la capacité effective est généralement sensiblement inférieure à ce chiffre et dépend de l'aménagement. La cabine a une largeur au plancher de 528 cm pour une longueur de 32,22 m. Les grandes compagnies ont souvent utilisé des aménagements à trois classes avec une capacité inférieure à 200 sièges. Par exemple, chez Aeroflot, on pouvait trouver 12 sièges de première classe tout à l'avant, 35 sièges de classe affaire (six par rangée) et 146 sièges de classe touriste (huit par rangée), soit 193 au total. L'aménagement 2+4+2 est le plus courant en classe touriste, mais certaines compagnies, notamment charter, utilisent un aménagement 3+3+3, donc neuf sièges de front. Lorsque toute la cabine est aménagée de la sorte, la capacité de l'avion approche la limite de 275 places.
Les systèmes chargés de la pressurisation sont entièrement dédoublés. Chaque moteur est doté d'un prélèvement d'air, qui alimente un groupe de climatisation. L'équipage fixe une « altitude de cabine », dont la valeur maximale est de 9 550 pieds, soit 2 900 mètres. Cela signifie que la pressurisation s'assure que la pression dans la cabine est au plus proche de celle rencontrée à cette altitude. L'injection d'air est régulée automatiquement pour maintenir la pression et la température voulues. En dernier recours, quand la pression de la cabine est égale à la pression extérieure, il existe une ventilation de secours par une admission d'air directe.
Concernant les ouvertures, l'A310 possède quatre portes d'accès de type A (assez large pour que deux personnes passent à la fois), à l'avant et à l'arrière de la cabine de chaque côté du fuselage. C'est deux de moins que sur l'A300, qui possédait une paire de portes supplémentaire juste en avant des ailes. En remplacement de celles-ci, l'A310 a deux écoutilles d'évacuation d'urgence placées à hauteur des ailes, ce qui représente un gain de place. Au chapitre des issues de secours, il y a aussi deux fenêtres du cockpit qui peuvent s'ouvrir pour permettre l'évacuation de l'équipage après un atterrissage ou un amerrissage forcé,.

Aménagements de cabine
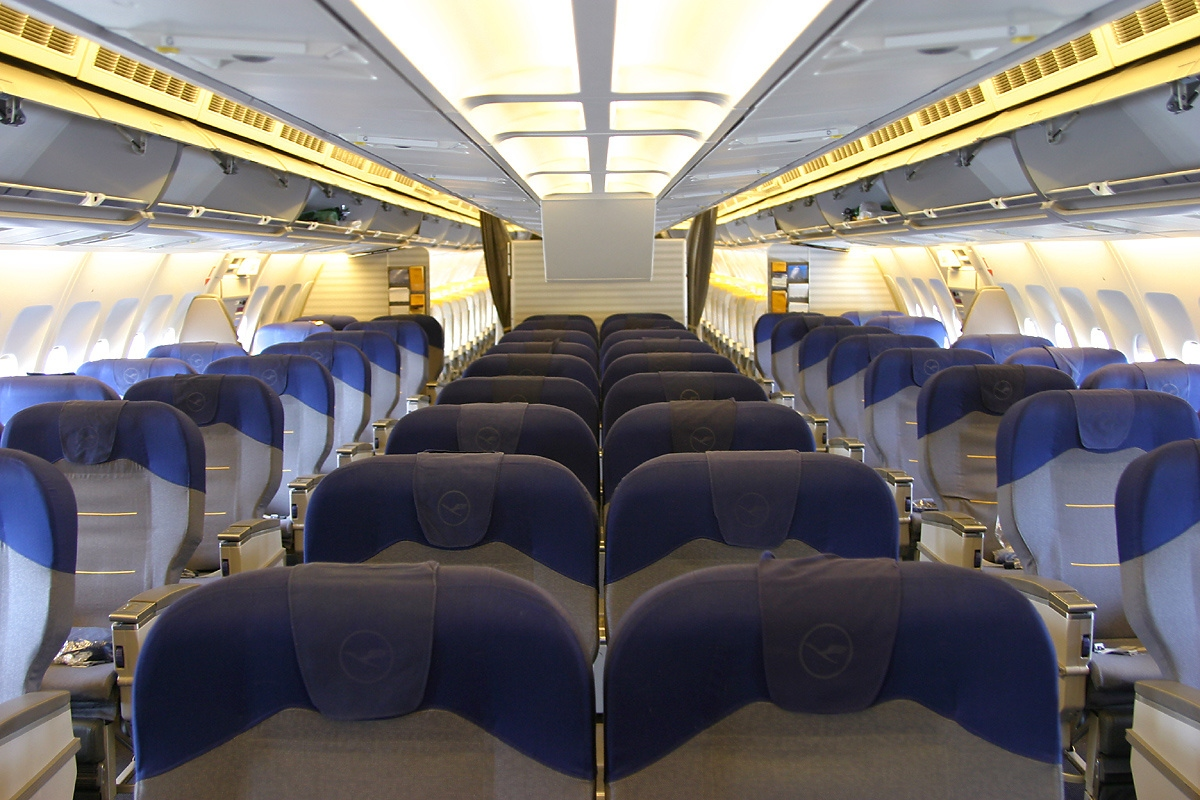
Classe affaire (Lufthansa), 2+2+2.
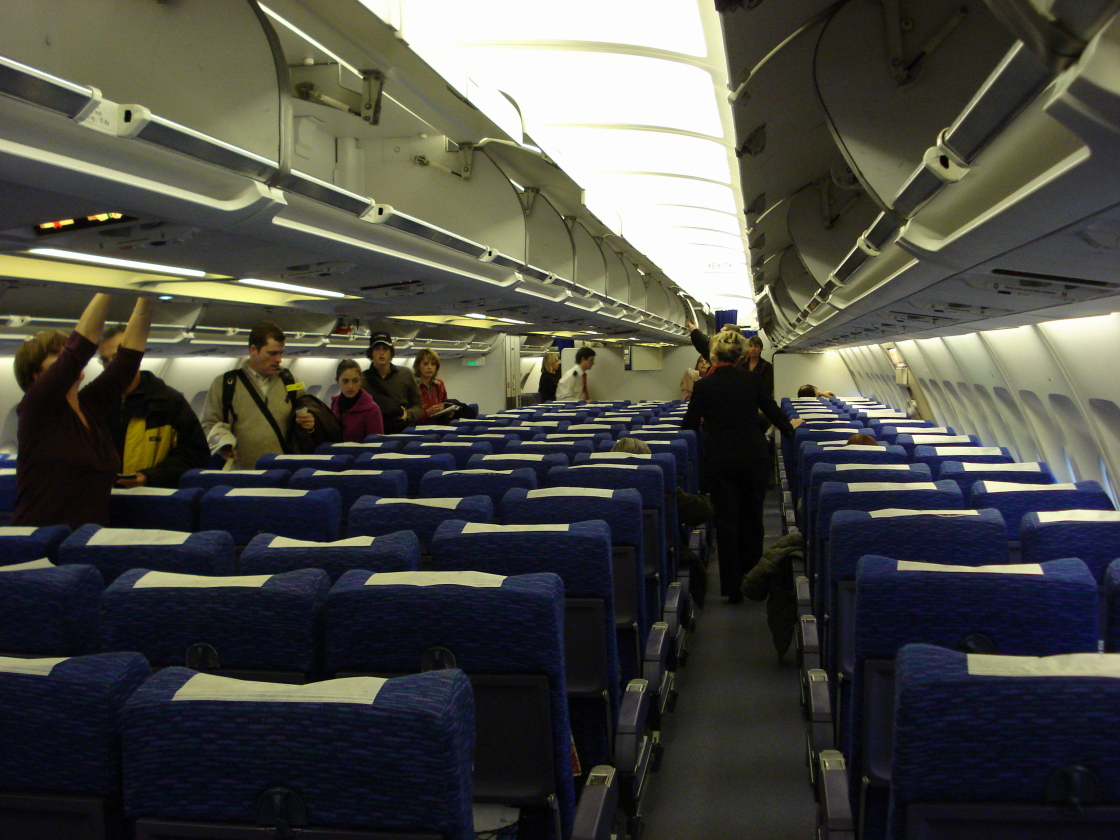
Classe économique (Czech Airlines), 2+4+2.
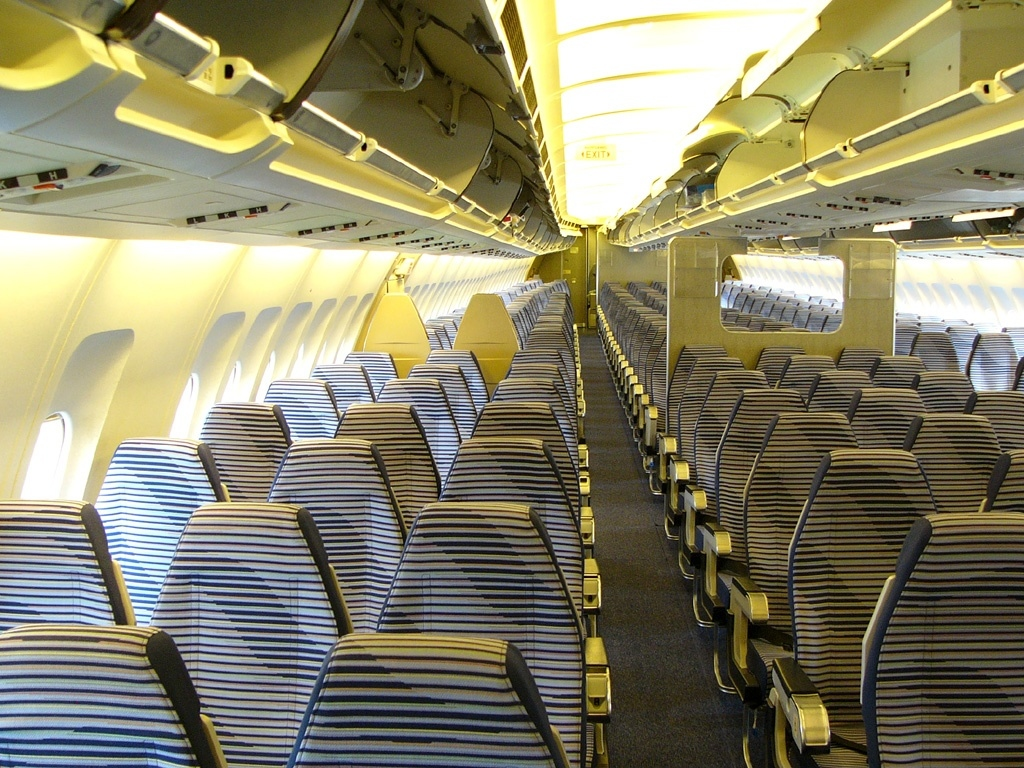
Charter haute densité (Siberia Airlines), 3+3+3.

### Soutes

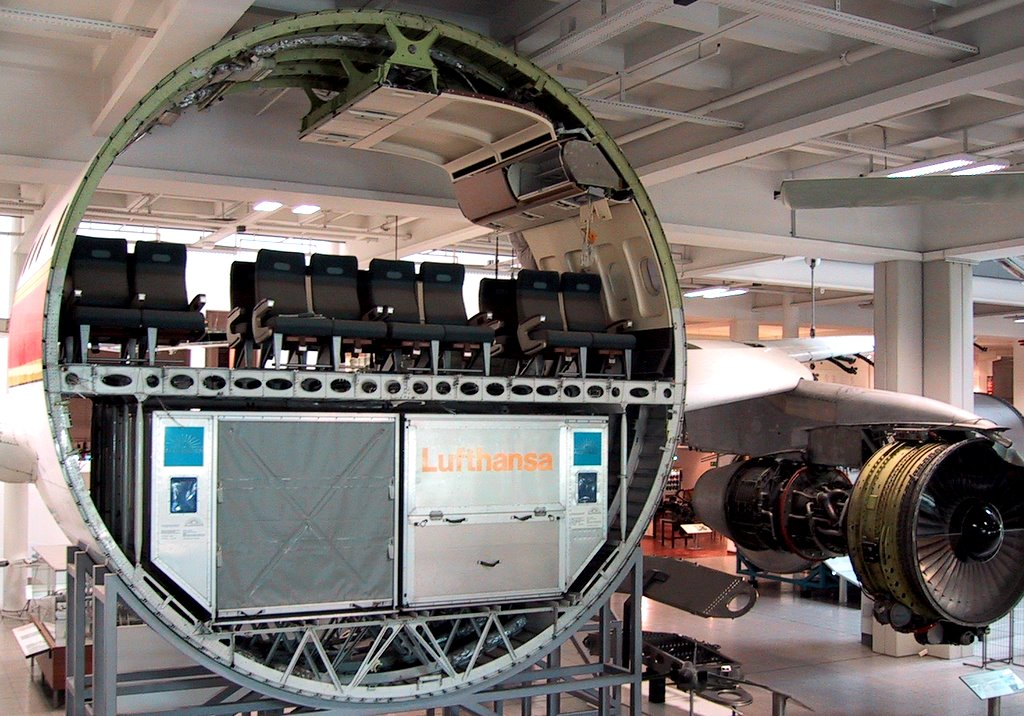
La section de fuselage est la même que pour l'A300. Deux conteneurs LD3 sous le plancher.

Les deux soutes à bagages se trouvent en avant et en arrière du caisson central de voilure, sous le plancher de la cabine. Ici, l'A310 dispose d'un net avantage compétitif par rapport au Boeing 767. En effet, sa section de fuselage lui permet d'emporter deux conteneurs LD3, utilisés pour les bagages, côte à côte. Au total, huit LD3 prennent place dans la soute avant, six dans la soute arrière. Ce sont les mêmes conteneurs utilisés sur les avions gros porteurs (Boeing 747, DC-10, Tristar et A300). Cela permet, par exemple, de transférer directement les bagages des passagers en correspondance entre un 747 et un A310. L'avion de Boeing a une section de fuselage plus petite, seulement 503 cm de large, d'où une soute plus étroite, et il utilise en général des conteneurs d'un format plus petit, LD2. Il peut emporter des conteneurs LD3, mais un seul est alors placé dans la largeur, avec une importante perte de place.

### Poste de pilotage et avionique

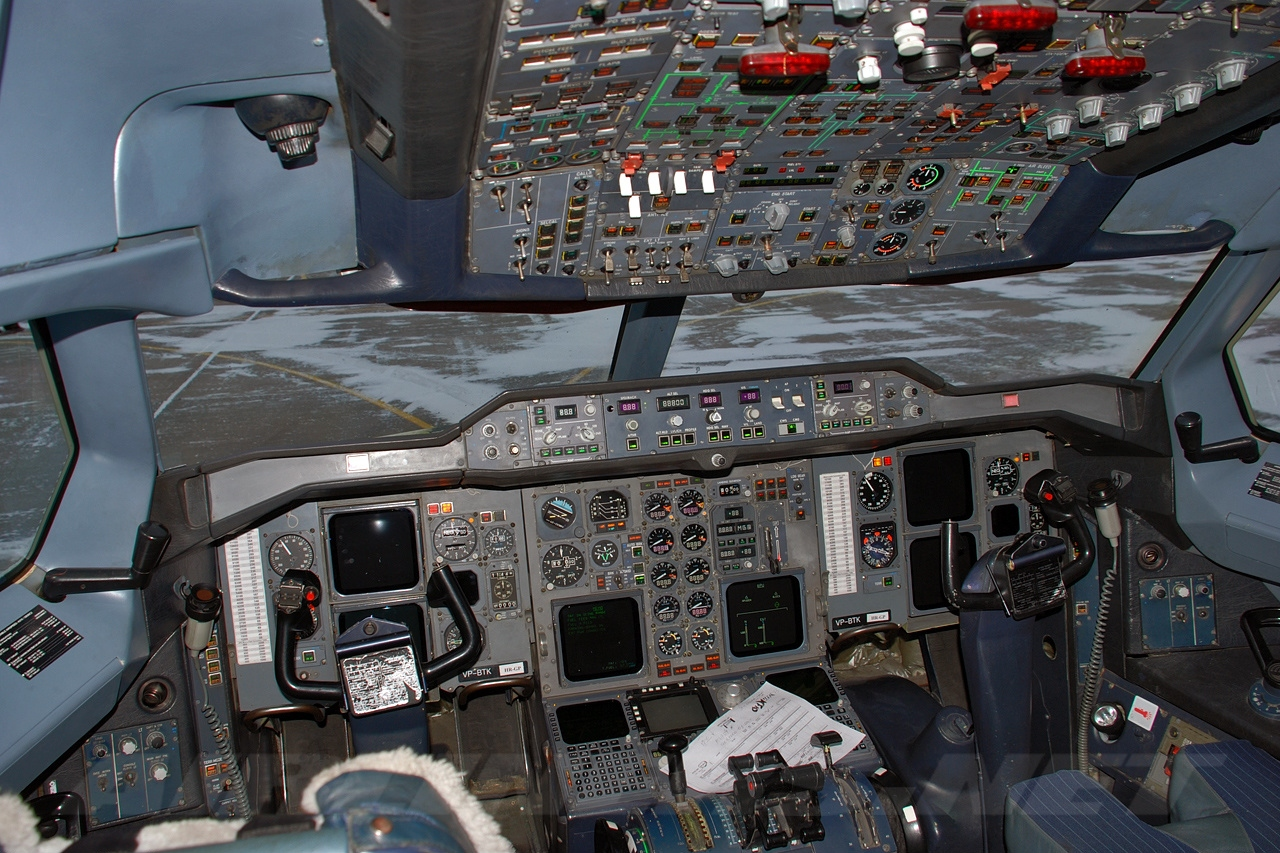
Cockpit de VP-BTK, A310-204 MSN 427, dit « glass cockpit ». Les instruments moteur
(2 x 5) restent analogiques.

Le poste de pilotage de l'A310 est d'une conception nouvelle appelée par Airbus Forward-Facing Crew Cockpit, car tous les instruments sont disposés à l'avant et au plafond. L'A310 est le premier grand avion de ligne conçu pour un équipage technique limité à un pilote et un copilote. L'automatisation a fait disparaitre le troisième membre d'équipage, le mécanicien navigant. Le B767-200 concurrent est conçu, dans ces premières générations, avec un cockpit pour trois membres d'équipage.
Le cockpit marque une transition vers ce que sera une planche de bord tout écran : il y a six écrans qui affichent un grand nombre d'informations pour les deux pilotes, mais ils sont complétés par de traditionnels instruments électromécaniques. L'appareil possède un EFIS (electronic flight instrument system) dont les informations sont affichées sur deux écrans cathodiques pour chacun des pilotes. L'écran du haut affiche un horizon artificiel, ainsi que les informations de vitesse (vitesse en nœud, évolution de la vitesse, nombre de Mach, consigne de vitesse selon le plan de vol) et d'altitude (altimètre radar, consigne d'altitude). L'écran du bas est consacré aux informations de navigation. Cet EFIS était déjà partiellement installé dans le cockpit de l'A300B à partir de MSN 079.
À droite de l'écran du haut sont placés un altimètre et un variomètre électromécaniques. Les instruments de contrôle et surveillance des réacteurs, placés au centre de la planche de bord, sont entièrement électromécaniques.
Les écrans situés sur la partie centrale de la planche de bord, entre les deux pilotes, sont ceux de l'ECAM (Electronic centralised aircraft monitor (en)). L'ECAM affiche une multitude d'informations sur les systèmes (électrique, hydraulique, pneumatique, commandes de vol, éclairage, dégivrage, messages de pannes…) qui étaient auparavant rapportés via un ensemble d'instruments dédiés. De plus, il utilise une représentation graphique plutôt qu'une indication numérique, ce qui facilite la lecture : toute situation non conforme à l'attendu sera affichée en rouge, une situation conforme en vert et une situation optionnelle en blanc. Par exemple, une pompe hydraulique arrêtée ou une vanne fermée sera rouge ainsi que le circuit qu'elles alimentent, dans lequel il n'y a pas la pression normale. La mise en route de la pompe ou l'ouverture de la vanne les fera passer en vert ainsi que le circuit correspondant. Le même code couleur est aussi appliqué aux messages de panne : rouge indique qu'une action correctrice immédiate de l'équipage est requise, ambre qu'une action sera à effectuer à la première opportunité, blanche qu'il s'agit une simple information.
L'A310 se caractérise par une supervision du pilotage par des calculateurs, malgré des commandes de vol mécaniques classiques, par câbles et assistance hydraulique.

### Réseau électrique
Dans ce domaine, la communité avec l'A300 est importante. Ainsi le groupe auxiliaire de puissance (APU) est le même sur toutes les versions d'A300 et d'A310, il s'agit d'une petite turbine TSCP700-5, montée à la pointe arrière du fuselage, capable de fournir environ 100 kW. En temps normal, l'APU n'est utilisé qu'au sol et pour le démarrage des réacteurs, l'alimentation en vol étant assurée par les deux génératrices reliées à ceux-ci. Cependant, en cas de nécessité, l'APU peut être redémarré en vol. Il y a ici une importante redondance, car une seule des trois génératrices (APU et deux réacteurs) suffit à alimenter tous les systèmes vitaux de l'appareil.

### Réseaux hydrauliques
L'A310 possède trois réseaux hydrauliques, désignés bleu, vert et jaune. Les trois réseaux activent de façon redondante les commandes de vol, et se partagent le reste des systèmes. Chacun actionne une partie des spoilers, le réseau vert actionne le train d'atterrissage (sortie, rentrée et orientation du train avant pour les manœuvres au sol), etc. Les pompes sont redondantes et de deux types : pompes électriques, et pompes mécaniques actionnées directement par les réacteurs. Une éolienne de secours, placée entre le fuselage et le moteur droit, permet en dernier recours de maintenir le réseau jaune sous pression.

### Train d'atterrissage
Le train avant est identique à celui de l'A300. Il comporte deux roues, est orientable, et se replie vers l'avant. Le train principal est modifié mais reste très proche de celui de l'A300. Les deux jambes portent quatre roues chacune, équipées de freins. Le train est actionné par le circuit hydraulique, mais en cas de panne de celui-ci, il peut sortir et se verrouiller sous l'effet de sa propre masse. À partir de 1986, des disques de freins en carbone sont montés en série ; cette petite innovation, généralisée ensuite sur la gamme Airbus, permet une économie de masse et une réduction de la maintenance,.

### Systèmes de carburant
Les réservoirs structurels principaux sont disposés dans les ailes et le caisson central de voilure, entre les longerons, de façon très typique des avions de ligne. Il y a cinq réservoirs (deux dans chaque aile et un dans le caisson central). Dix pompes assurent l'alimentation des moteurs. Des valves permettent de contrôler le recours au différents réservoirs et de réaliser une alimentation croisée (alimenter un moteur avec les réservoirs du côté opposé). Une onzième pompe permet d'alimenter l'APU à partir du réservoir central. La capacité totale des réservoirs est de 55 mètres cubes sur un A310-200. Les deux trappes de ravitaillement se trouvent dans la partie externe des ailes.
L'A310-300 possède aussi des réservoirs de compensation, autre innovation qu'il introduit dans le monde des avions de ligne. Il s'agit de réservoirs supplémentaires installés dans le plan horizontal de l'empennage (et construits de la même façon que ceux des ailes). Ces réservoirs de queue ajoutent cinq tonnes à la capacité d'emport de carburant, mais surtout, ils permettent d'ajuster dynamiquement la répartition des masses de l'avion. En pompant du carburant des réservoirs principaux vers les réservoirs de queue et inversement (deux pompes supplémentaires sont ajoutées à cette fin), l'appareil contrôle en permanence la position de son centre de gravité, afin de le faire correspondre à son centre de portance. Cela permet de réduire considérablement le recours aux compensateurs (qui créent de la traînée) pendant le vol de croisière, avec, à la clé, une réduction de la consommation de carburant d'environ 2 %.
Pour augmenter l'autonomie de l'appareil, il est possible, comme sur l'A300, d'installer un ou deux réservoirs amovibles à l’extrémité avant de la soute à bagage arrière. Chacun prend la place de deux conteneurs LD3 et permet d'emporter 7 200 litres de kérosène supplémentaires.

## Modèles
Au lancement du programme, deux versions sont proposées : les A310-100 et -200. Le -100 est abandonné, et une version -300 est proposée par la suite.

### A310-100 (non développé)
En tant que version régionale, Airbus propose l'A310-100. Cette version se caractérise par l'absence du réservoir placé sur le -200 dans le caisson central de voilure et par l'allègement général qui en résulte. L'autonomie est d'environ 3 700 km, et l'avion est notamment proposé à Lufthansa. Faute de commandes, le projet est abandonné,.

### A310-200

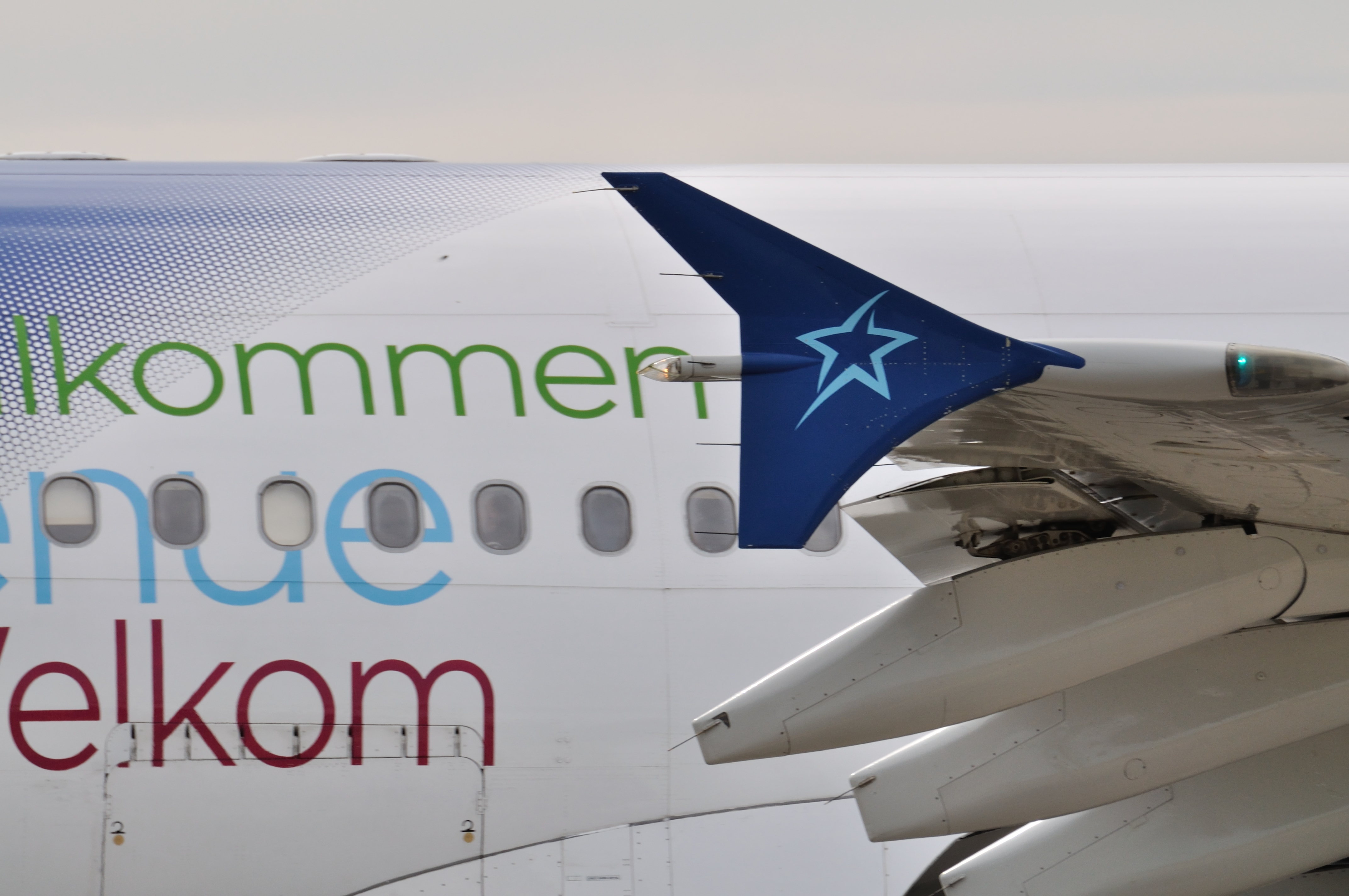
Des winglets sont installés à partir des derniers -200 et sur tous les -300. C-GLAT, A310-308 MSN 588.

Le premier A310-200, le MSN 162, précédemment désigné A300B10 par Airbus effectue son premier vol le 3 avril 1982.
l'A310-200 existe en quatre versions :
- A310-203 (moteurs CF6-80A3) certifié le 11 mars 1983 ;
- A310-204 (moteurs CF6-80C2A2) certifié le 23 avril 1986 ;
- A310-221 (moteurs JT9D-7R4D1) certifié le 11 mars 1983 ;
- A310-222 (moteurs JT9D-7R4E1) certifié le 22 septembre 1983.

Le premier A310-221, le MSN 224, est officiellement livré le 25 mars à Swissair, après les vols de vérification. Les A310-203 MSN 230 et 233 sont livrés à Lufthansa le 27 mars. La cérémonie de livraison de ces premiers avions se tient le 29 mars 1983 à Blagnac avant leur départ pour leur entrée en exploitation,.
L'A310-200 entre en service aux couleurs de Lufthansa, le 10 avril, entre Francfort et Stuttgart par D-AICC avec le vol DLH940,,,, quoique quelques documents tardifs indiquent le 12 avril. Pour assurer la promotion de ce nouvel avion, les exemplaires D-AICD de Lufthansa et HB-IPA de Swissair sont réunis à l'aéroport de Londres Heathrow le 14 avril, en profitant d'un vol d'entraînement de Swissair. Le premier exemplaire de cette dernière commence ses vols commerciaux vers Francfort, Londres et Paris le 21 avril.
Une petite évolution a lieu en 1985, quand des winglets sont installées. Ces ailettes verticales à l'extrémité de la voilure retardent la formation du tourbillon marginal et diminuent ainsi la traînée, réduisant la consommation de carburant de 1,5 %. Elles peuvent être installées sur les avions déjà construits.

#### A310-200C

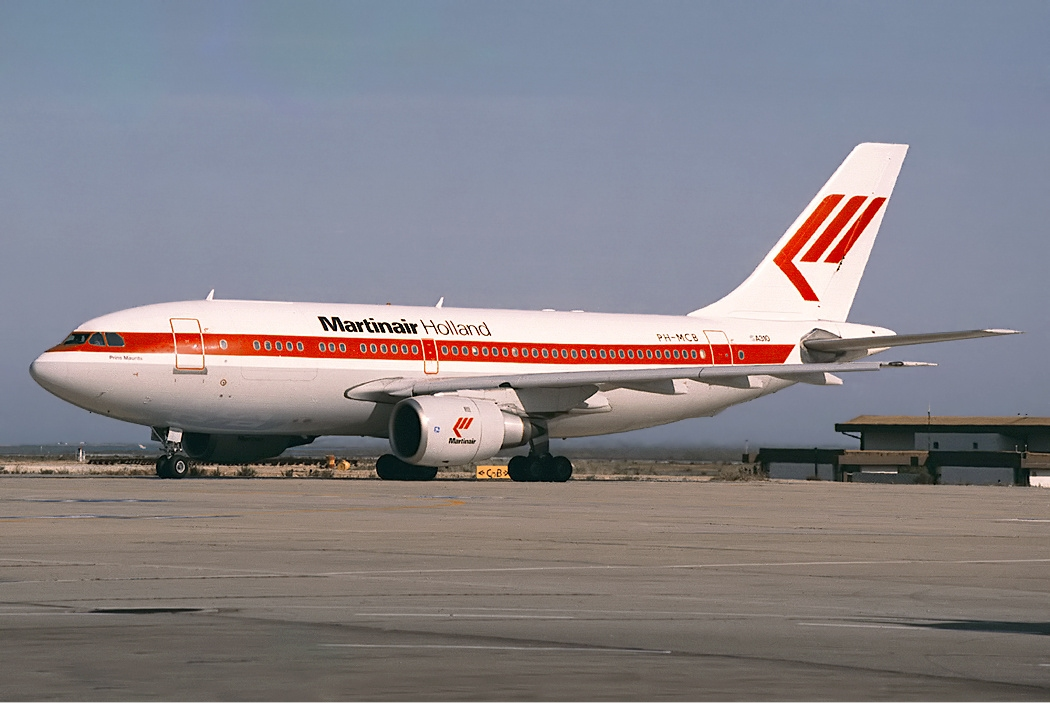
PH-MCB A310-203C MSN 349, seul appareil construit en tant qu'A310C.

Tout comme la série A300, le suffixe « C » correspond au modèle « Convertible », c'est-à-dire adaptable au transport, tantôt de passagers, tantôt de fret. Dans cette optique, l'A310-200C et l'A310-300C possèdent une grande porte à gauche. Toutefois, en dépit de sa proposition, Airbus ne réussit à vendre qu'un seul A310C. Celui-ci, un A310-203C (MSN 349) est livré à Martinair Holland le 29 novembre 1984. On peut distinguer la porte cargo à droite. En 1995, FedEx acquiert cet appareil équipé du réacteur General Electric CF6-80A3 (2 × 203,73 kN) et converti en version purement fret en profitant de sa porte latérale. Cet A310-203F quitte sa flotte en août 2009 et est conservé un temps à l'aéroport de Victorville, puis ferraillé.

### A310-300

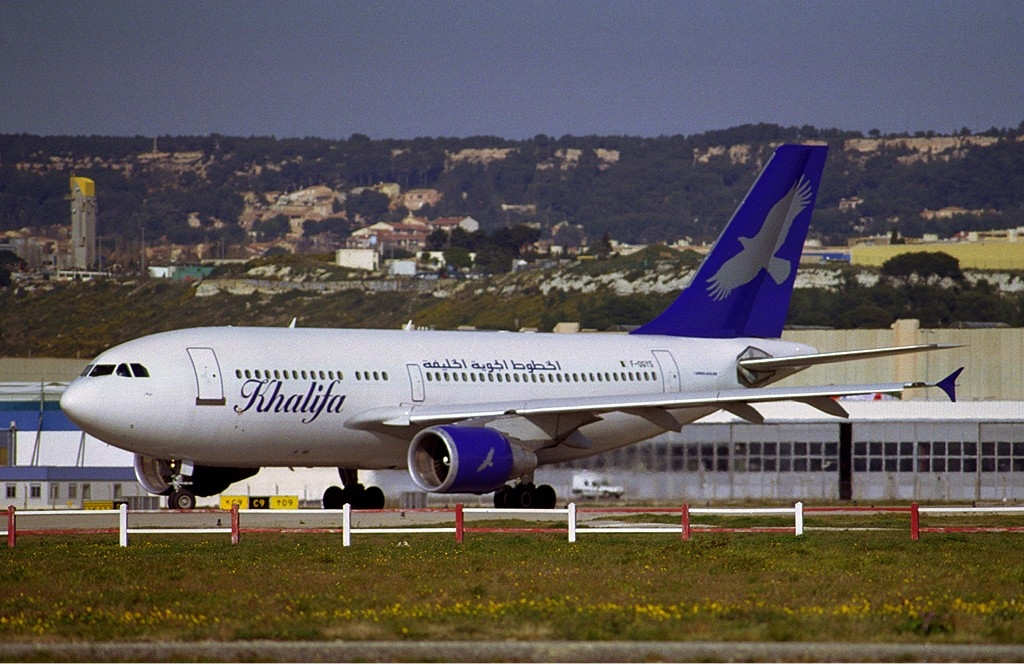
Airbus A310-300 de Khalifa Airways

Ce modèle se caractérise par une plus grande masse maximale au décollage jusqu'à 164 tonnes (A310-308/325), en raison des réservoirs de carburant additionnels au centre de l'avion ainsi que dans l'empennage horizontal. Le vol d'essai a lieu le 8 juillet 1985. Après plus de trois ans de test et d'évaluation, cet appareil MSN 378, prototype de -300, est livré à Air Niugini le 27 janvier 1989.
Il existe cinq déclinaisons de l'A310-300 :
- A310-304, équipé de moteurs CF6-80C2A2 et certifié le 11 mars 1986 ;
- A310-308, équipé de moteurs CF6-80C2A2 ou CF6-80C2A8 et certifié le 5 juin 1991 ;
- A310-322, équipé de moteurs JT9D-7R4E1 et certifié le 5 décembre 1985 ;
- A310-324, équipé de moteurs PW4152 et certifié le 27 mai 1987 ;
- A310-325, équipé de moteurs PW4156A et certifié le 6 mars 1992.

Il entre en service à la fin de l’année 1985 auprès de Swissair, qui avait converti certains -200 en -300. À la suite du succès du premier vol d'essai le 8 juillet 1985 (MSN 378), Swissair reçoit, le 16 décembre 1985, son premier appareil HB-IPF (MSN 399). Ce type avait obtenu sa certification le 5 décembre La compagnie suisse, disparue, est donc le client de lancement des deux types, -200 et -300.
L'Armée de l'air française acquiert en 1993 trois A310-304 d'occasion(MSN 418, 421 et 422). Du fait de leur autonomie, ces appareils furent parfois affectés au transport VIP gouvernemental, notamment à celui du président de la République française, jusqu'à ce que deux A319-115 neufs arrivent. Ces A310 sont équipés du réacteur General Electric CF6-80C2A2, version plus puissante (2 × 213,87 kN, mais lors du décollage, jusqu'à 233,35 kN).
Le gouvernement fédéral allemand a aussi racheté en 1991 trois A310-304 (MSN 498, 499 et 503) auprès d'Interflug. Les livraisons de ces trois appareils en 1989 avaient été autorisées, à condition que leur principal entretien soit effectué auprès de Lufthansa[réf. non conforme], en raison de Cocom. En effet, à cette époque-là, selon la situation politique, Interflug avait besoin des avions modernes qui étaient capables d'effectuer les vols entre Berlin-Est et La Havane sans escale. Donc, ces trois A310 particuliers équipés de réservoirs supplémentaires ont plus de rayon d'action dont le gouvernement allemand profite, après la chute du Mur de Berlin. En 2011, comme deux A340-313X étaient arrivés afin de les remplacer, MSN 499 a été vendu au gouvernement de l'Ukraine, puis finalement acquis par Mahan Air.

### Certification ETOPS
En 1953, la FAA introduit la « règle des 60 minutes », qui impose aux avions de ligne bimoteurs de rester toujours à moins 60 minutes de vol d'un aéroport vers lequel il pourront être détourné en cas de défaillance d'un moteur. Cela leur interdit les longs trajets au-dessus des mers et de certaines régions désertiques, et leur impose des détours sur certains trajets. Cette règle est maintenue sur les avions à réaction jusqu'aux années 1980.
La certification ETOPS-90, qui permet à l'avion de voler à 90 minutes d'un aéroport de secours, est attribuée pour la première fois, en 1985, à un Boeing 767 de TWA. En effet, la certification ETOPS (autorisant à s'affranchir de la règle des 60 minutes est en deux phases : un certificat de type (attribué à un modèle, une version d'avion) et un certificat individuel. À chaque étape, il s'agit de passer des batteries de test démontrant que l'avion a la fiabilité et la redondance de systèmes nécessaire.
L'A300, l'A310, et son concurrent direct le 767, sont les premiers long-courriers à avoir largement bénéficié d'ETOPS et avoir ainsi commencé à effectuer des vols intercontinentaux, jusque-là dominés par des tri- ou quadriréacteurs. Grâce à cette nouvelle capacité, Airbus décroche un contrat historique le 13 septembre 1984 avec Pan American Airlines de sept A310-200 et quatorze A310-300. Toutes les versions d'A310 sont finalement certifiées ETOPS-180, pouvant donc s'éloigner à trois heures de tout aéroport.
| Version  | Certificat de type (non-etops) | ETOPS-90      | ETOPS-105   | ETOPS-120         | ETOPS-180        |
| -------- | ------------------------------ | ------------- | ----------- | ----------------- | ---------------- |
| A310-203 | 11 mars 1983                   |               |             | 10 avril 1986     | 27 juillet 1990  |
| A310-204 | 11 mars 1983                   |               |             | 14 septembre 1987 | 27 juillet 1990  |
| A310-221 | 11 mars 1983                   |               |             | 10 avril 1986     | 27 juillet 1990  |
| A310-222 | 22 septembre 1983              |               |             | 10 avril 1986     | 27 juillet 1990  |
| A310-304 | 11 mars 1986                   | 10 avril 1986 | 18 mai 1987 | 14 septembre 1987 | 27 juillet 1990  |
| A310-308 | 5 juin 1991                    |               |             |                   | 3 septembre 1991 |
| A310-322 | 5 décembre 1985                |               |             | 10 avril 1986     | 27 juillet 1990  |
| A310-324 | 27 mai 1987                    | 29 mars 1989  |             | 30 octobre 1989   | 3 septembre 1991 |
| A310-325 | 6 mars 1992                    |               |             |                   | 11 mars 1992     |

### Tableau comparatif
| Version                     | A310-200                   | A310-200F                  | A310-300                | A310-300F               |
| --------------------------- | -------------------------- | -------------------------- | ----------------------- | ----------------------- |
| Equipage                    | 2                          | 2                          | 2                       | 2                       |
| Longueur                    | 46,66 m                    | 46,66 m                    | 46,66 m                 | 46,66 m                 |
| Envergure                   | 43,90 m                    | 43,90 m                    | 43,90 m                 | 43,90 m                 |
| Hauteur                     | 15,8 m                     | 15,8 m                     | 15,8 m                  | 15,8 m                  |
| Angle de flèche             | 28°                        | 28°                        | 28°                     | 28°                     |
| Diamètre du fuselage        | 5,64 m                     | 5,64 m                     | 5,64 m                  | 5,64 m                  |
| Capacité                    | Max 240 passagers          | fret, 33 t                 | Max 240 passagers       | fret, 33 t              |
| Emport de carburant         | 55.200 l                   | 55.200 l                   | 75.470 l                | 75.470 l                |
| Poids à vide                | 80 142 kg                  | 72 400 kg                  | 83 100 kg               | 73 900 kg               |
| Masse maximale au décollage | 144 000 kg                 | 144 000 kg                 | 164 000 kg              | 164 000 kg              |
| Vitesse de croisière        | Mach 0,80 soit 850 km/h    | Mach 0,80 soit 850 km/h    | Mach 0,80 soit 850 km/h | Mach 0,80 soit 850 km/h |
| Plafond                     | 12 500 m (41 000 ft)       | 12 500 m (41 000 ft)       | 12 500 m (41 000 ft)    | 12 500 m (41 000 ft)    |
| Autonomie                   | 6 800 km                   | 5 560 km                   | 9 630 km                | 7 330 km                |
| Moteurs                     | P&W JT9D-7R4 ou CF6-80C2A2 | P&W JT9D-7R4 ou CF6-80C2A2 | PW4156A ou CF6-80C2A8   | PW4156A ou CF6-80C2A8   |
| Poussée unitaire            | env. 210 kN                | env. 210 kN                | env. 235 kN             | env. 235 kN             |

## Avions modifiés

### Versions cargo civiles: A310-200F et 300F

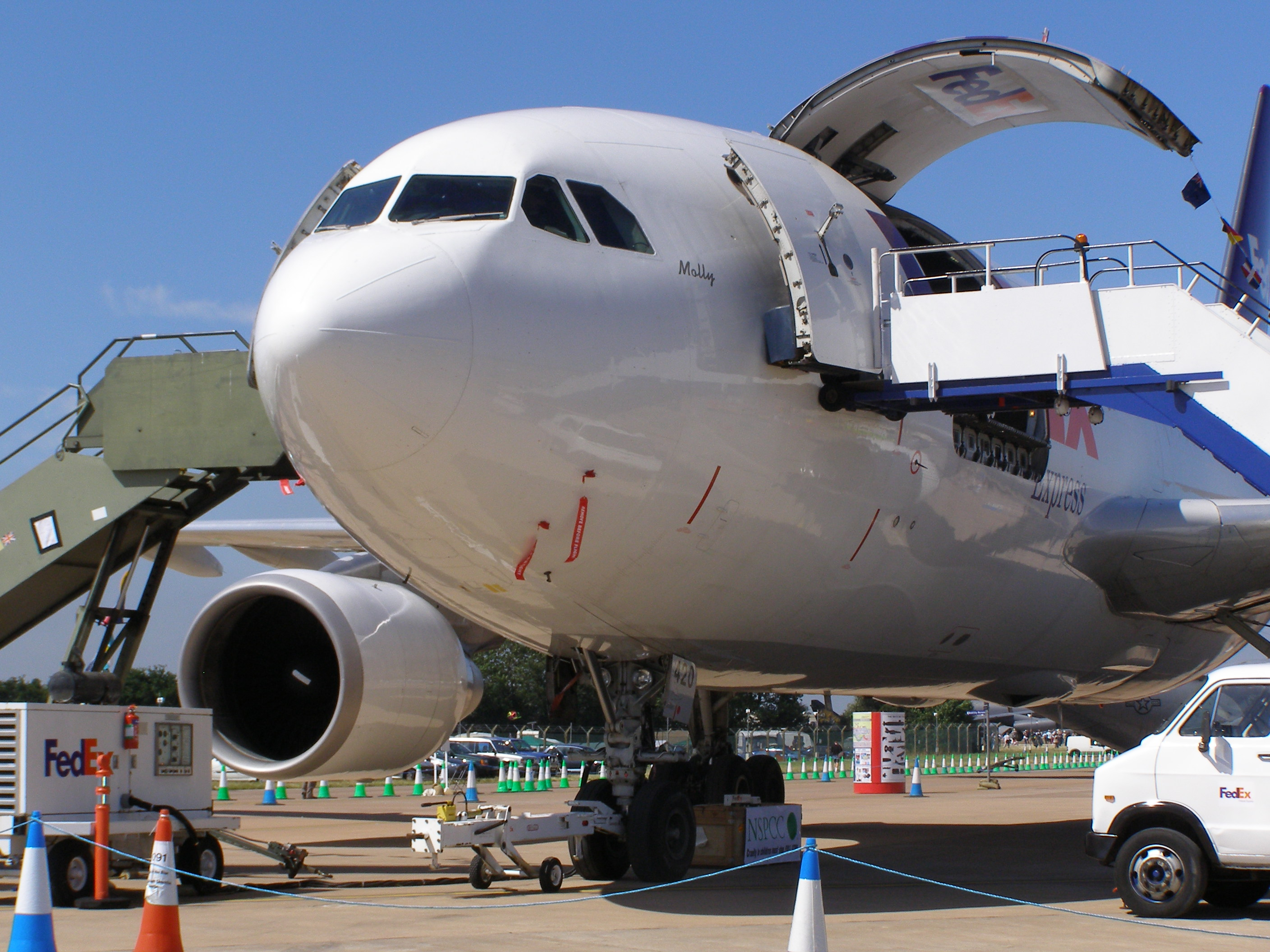
Chargement d'un A310 cargo de Fedex.

Les versions cargo de l'A310-200 et de l'A310-300 sont au catalogue dès le début du programme, mais aucun avion neuf de ce type n'est vendu. En effet, les opérateurs fret préfèrent acheter des avions d'occasion, construits initialement pour le transport de passagers, et les faire convertir en cargo. La conversion d'A310 d'occasion en version cargo est assurée par Elbe Flugzeugwerke (EFW), à Dresde, il s'agit d'une filiale conjointe d'Airbus et de ST Engineering (Singapour). Elle est très similaire à la conversion effectuée par la même entreprise sur les A300 et A330, qui partagent la même structure de fuselage. La cabine est entièrement démontée, les hublots sont comblés et un nouveau plancher est installé pour le fret. La modification la plus importante est l'installation de la porte cargo, sur la gauche du fuselage. C'est une ouverture de 318 cm de large par 244 cm de haut, son implantation nécessite de découper le fuselage. Pour compenser la perte de rigidité d'une telle ouverture, un cadre fortement renforcé l'entoure.
La compagnie FedEx a fait l'acquisition d'un total de 70 A310 d'occasion, ce qui l'a placée à la tête de la plus grande flotte de ce type au monde. Cependant, après avoir été touchée par la crise économique mondiale, elle préfère la productivité des A300F4-600R/A300B4-600RF à l'autonomie de l'A310. Par conséquent, cette compagnie en transporte de plus en plus à l'aéroport de Victorville, où ils sont stockés.
Dans quelques cas, les avions convertis en fret sont restés en possession de la même compagnie, étant transférés de leur activité passagers à leur activité cargo. C'est le cas chez Air India, qui a fait convertir en cargo quatre de ses appareils.

### Cargos et cargos-ravitailleurs militaires: A310 MRT/MRTT
L'A310 est utilisé depuis longtemps par de plusieurs pays pour leurs armées de l'air comme avion de transport, sous le nom MRT (multi-role transporter). L'armée de l'air allemande a été la première à modifier une partie de ses A310 pour leur donner également une capacité de ravitaillement en vol. Cette version est désignée MRTT, ajoutant la qualification « Tanker ». Ces avions sont dotés de deux nacelles de ravitaillement sous les ailes, pour un ravitaillement de type probe-and-drogue. De plus, la capacité d'emport en carburant est augmentée considérablement (28 tonnes de plus) grâce à des réservoirs additionnels (jusqu'à cinq, contre deux sur la version civile), un poste supplémentaire est aménagé dans le cockpit pour l'opérateur du ravitaillement, et les ailes sont renforcées. L'avion conserve toute sa capacité cargo.
Il peut par exemple quitter sa base, rejoindre un point de rendez-vous situé à 1 600 km, attendre deux heures sur place, transférer 40 tonnes de carburant à plusieurs chasseurs, et avoir encore assez de carburant pour rentrer à sa base. En tant que ravitailleur, il a une capacité analogue au KC-135R, référence du domaine, tout en ayant une meilleure capacité cargo, grâce à son fuselage large.
La Luftwaffe et l'Aviation royale canadienne se sont portées acquéreurs pour remplacer d'anciens 707. Au Canada, l'appareil est désigné sous le nom de code CC-150 Polaris. Les appareils de la Luftwaffe ont définitivement quitté le service en 2022, à la suite de l'arrivée des A400M et des Airbus A330 MRTT. Le remplacement de la flotte canadienne est prévu à partir de 2023 par des A330.
Airbus conserve le prototype de MRTT en stockage (A310-324ET : MSN 489, EC-HLA) grâce auquel le constructeur a réussi à développer plus facilement son Airbus A330 MRTT. Cet appareil avait été livré à la compagnie Austrian Airlines et racheté par Airbus auprès d'Air Plus Comet pour la conversion. Après son premier vol en 2007, c'est l'A330 MRTT qu'Airbus Military propose aux gouvernements pour les rôles de transport et de ravitaillement en vol.

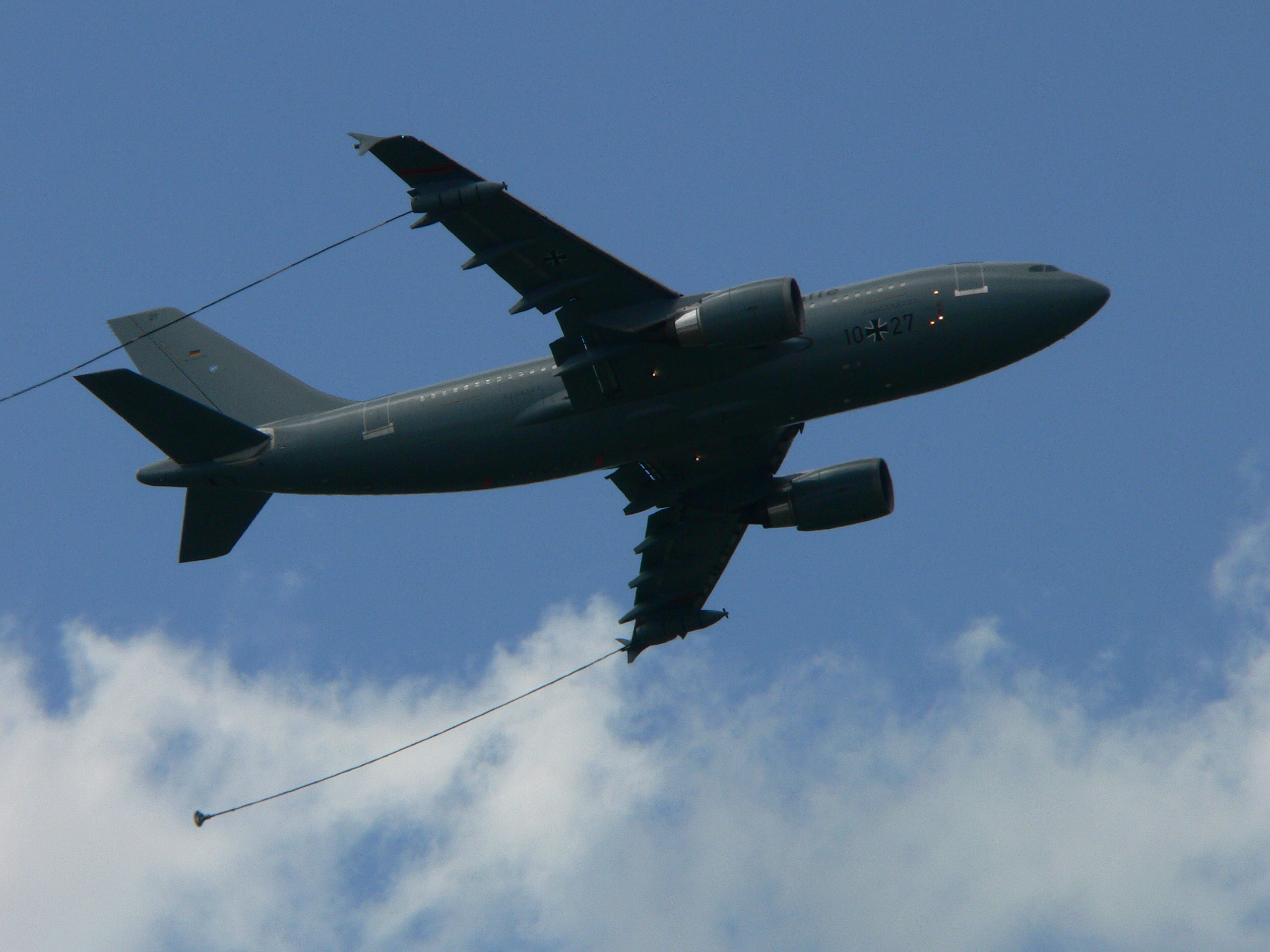
10+27 de Luftwaffe (A310-304F MRTT, MSN 523) est capable d'effectuer le ravitaillement.
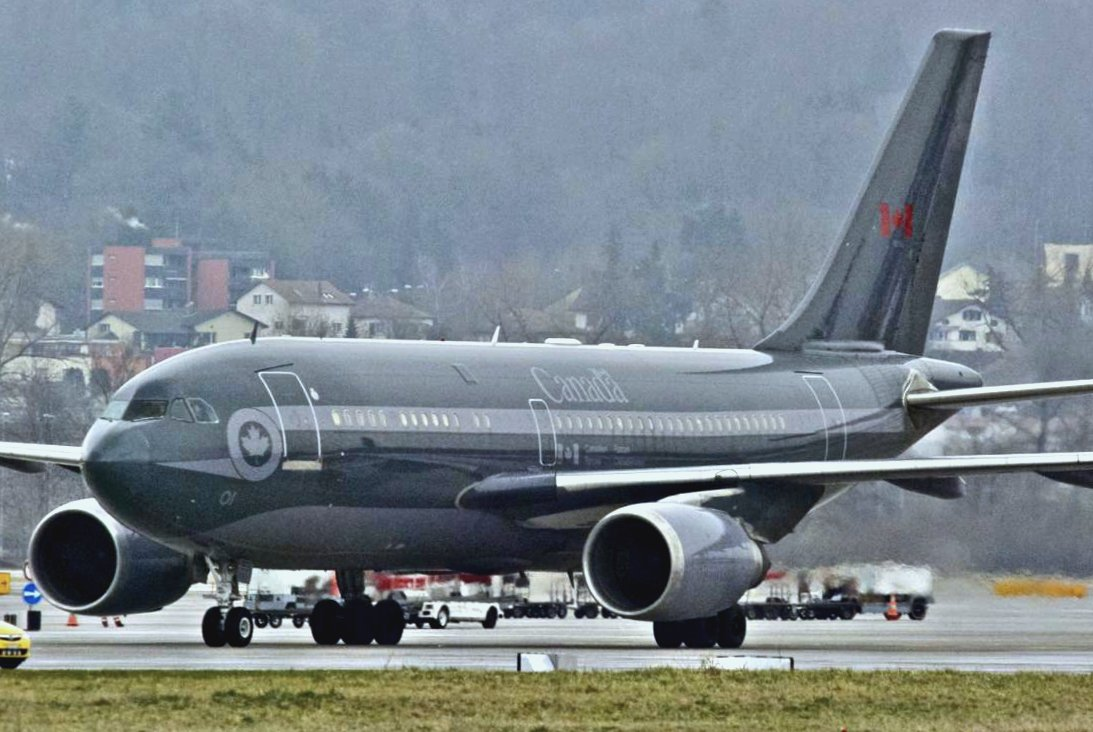
CC-150 Polaris de l'armée de l'air canadienne (15001, A310-304F MRT MSN 446).
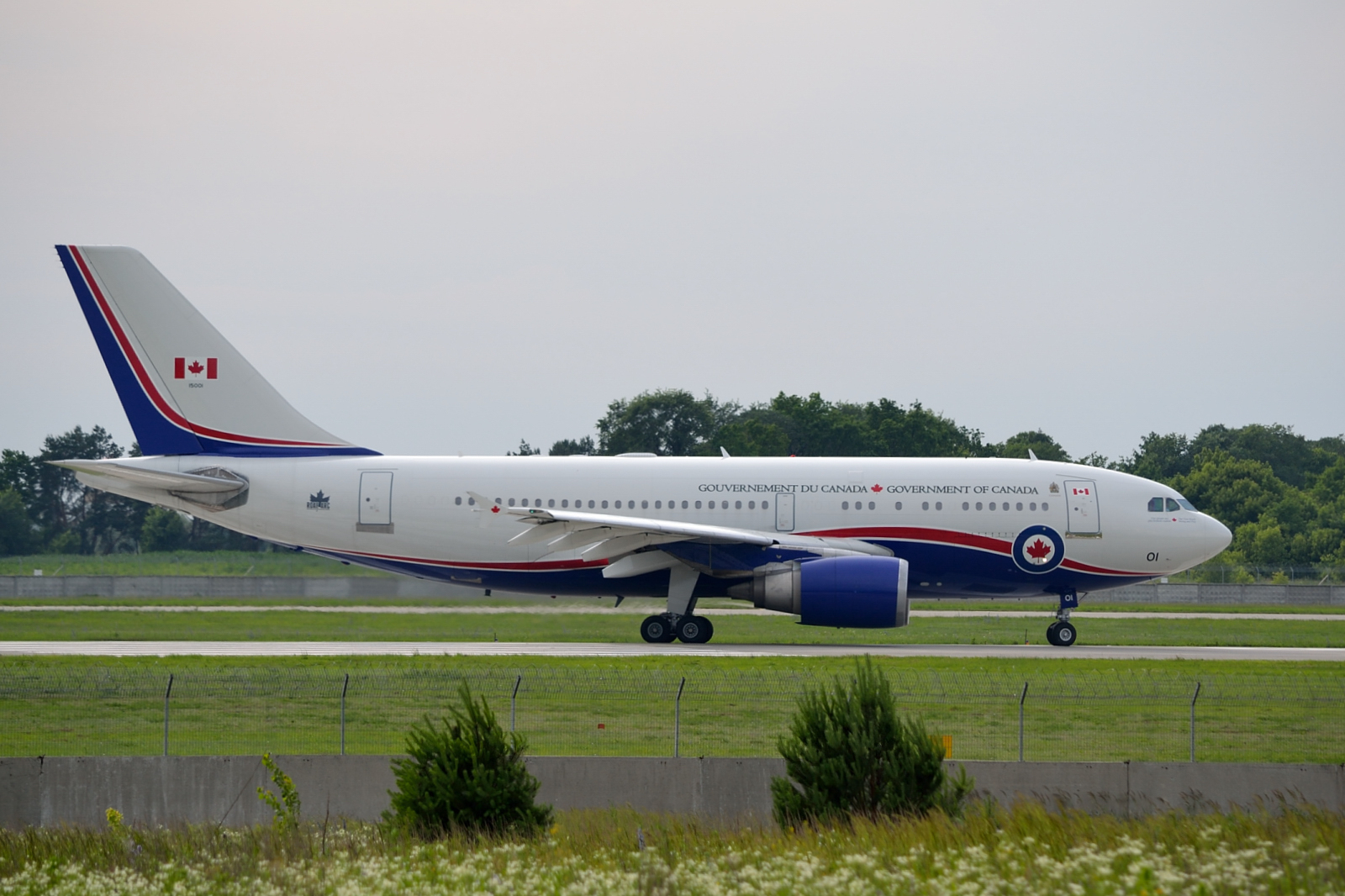
Cet appareil, 15001, reste en usage, en 2023, pour son gouvernement (photographié en 2014)[50].
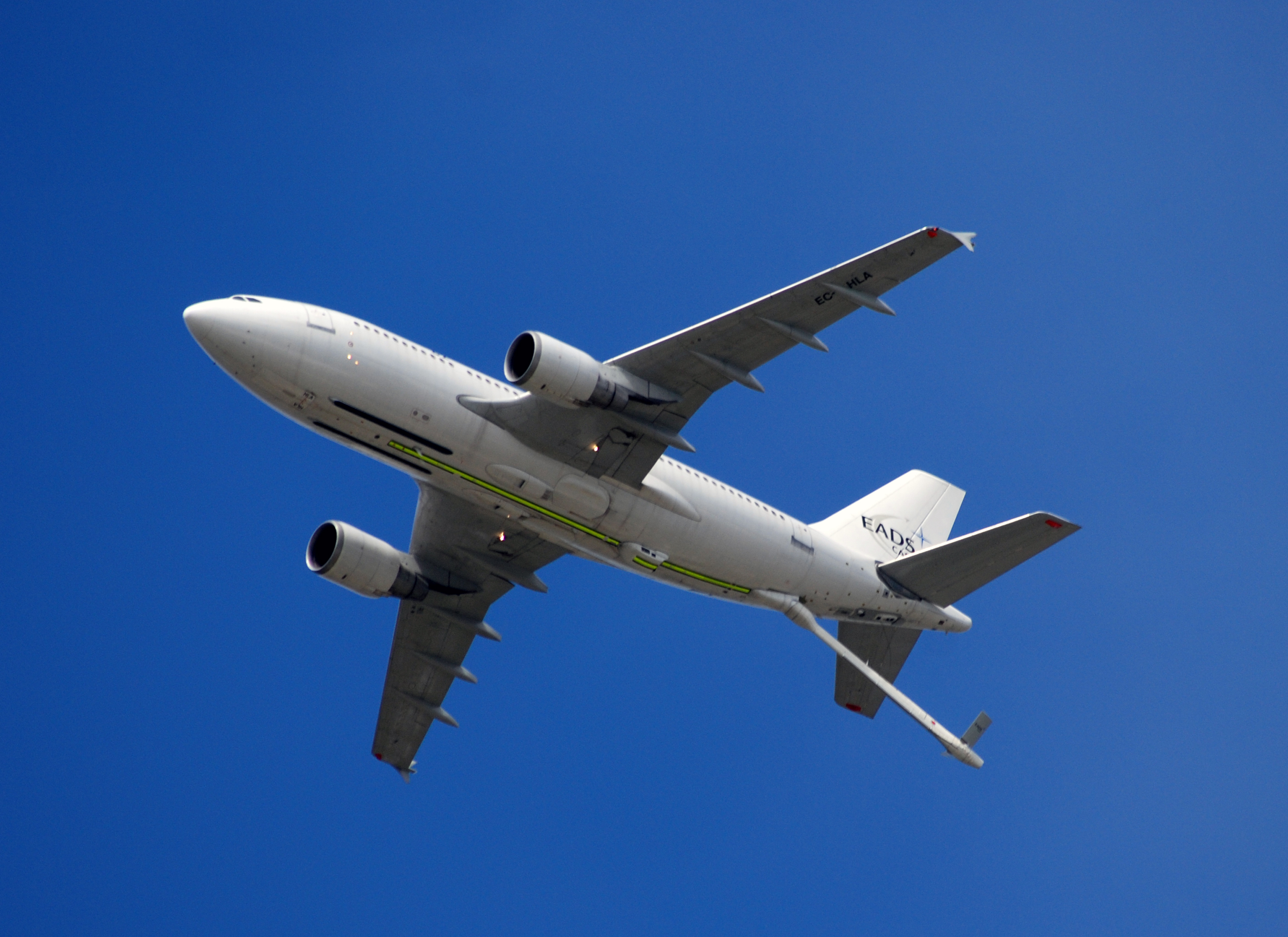
EC-HLA A310-324ET MSN 489, plateforme de ravitailleur en 2008.

### A310 Zero G
L'A310 numéro de série 498 (10+21), utilisé auparavant dans la flotte gouvernementale allemande, est choisi pour remplacer l'Airbus A300 ZERO-G vieillissant. Le 15 juin 2014, l'appareil est transféré de Cologne à Hambourg pour la modification, en tant que F-WNOV. Placé à Bordeaux en mars 2015, l'appareil effectue son premier vol parabolique le 5 mai,. Il est ré-immatriculé F-HNOV en décembre 2024.
Il est utilisé pour réaliser des vols paraboliques permettant d'atteindre jusqu'à 22 secondes d'impesanteur. Exploité par la société Novespace, filiale du Centre national d'études spatiales (CNES), cet appareil est basé sur l'aéroport de Bordeaux-Mérignac. Des vols sont réalisés pour le CNES, l'ESA et le DLR, ainsi que pour le grand public sous la marque Air Zero G en partenariat avec la société Avico.
L'A310 ZERO-G sera l'un des derniers appareils exploités. Cela dépendra de la disponibilité de pièces, notamment issues de la flotte de FedEx conservée sans être démantelée. D'une part, cet exemplaire ne connaissait que 7 000 atterrissages lors de sa conversion en 2014. D'autre part, Novespace, propriétaire de l'appareil, veut garder F-HNOV encore 20 ans environ, en évitant de réaliser un nombre de vols paraboliques trop importants pour préserver sa durée de vie.

### Démonstrateur du GLARE

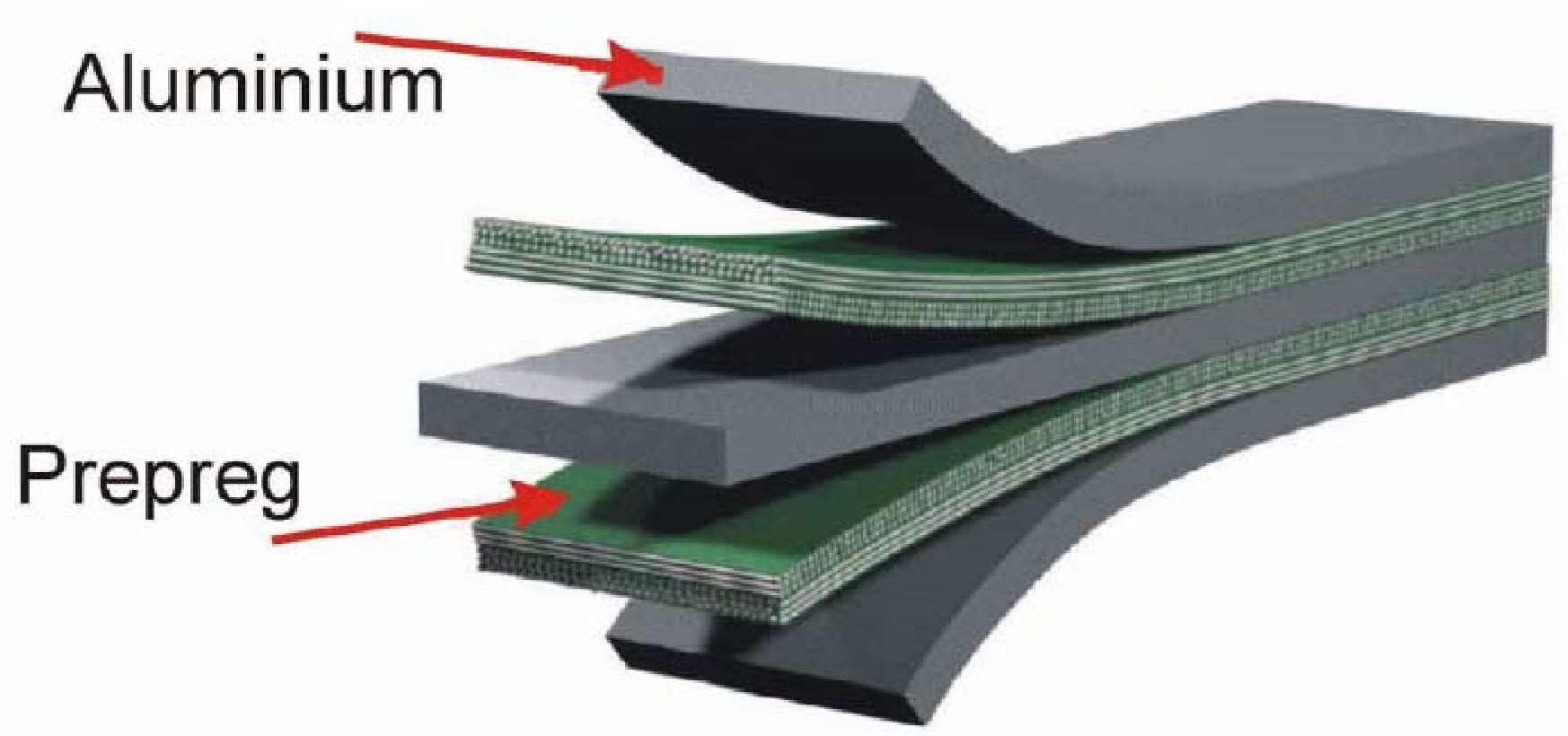
Structure du GLARE.

À la fin des années 1990, dans le cadre du développement de l'Airbus A380, Airbus s'intéresse au matériau appelé GLARE, qui est un laminé fibro-métallique, constitué d'une alternance de feuilles d'aluminium et de composite verre-époxy. Pour tester ce matériau en conditions réelles, un A310 appartenant aux forces allemandes est modifié en 1999. Sur une partie du dos de l'avion, les plaques d'aluminium de revêtement sont remplacées par du GLARE. Une campagne d'essai en vol est menée pour éprouver la résistance de matériau à la fatigue. À la suite de ces essais, le GLARE est utilisé assez largement sur l'A380.

### Projets abandonnés
Dans les années 1990, l'Australie a lancé un appel d'offres pour s'équiper de sept avions-radars de type AWACS. Une offre est élaborée par Airbus, Raytheon et Israel Aerospace Industries, visant à convertir des A310, avec un radôme similaire à celui des Boeing E-3 Sentry. Néanmoins, l'offre concurrente de Boeing, concernant un avion plus petit sur base du 737, est retenue, donnant naissance au Boeing 737 AEW&C.
Une société française appelée Kepplair a proposé, à partir de 2012, de transformer un A310 en avion bombardier d'eau capable de larguer 31 tonnes d'eau sur les incendies, dans la lignée des conversions de gros porteurs (747, DC-10) aux États-Unis. Tout en continuant à défendre son projet, la société l'a, vers 2020, réorienté vers la conversion d'A330. Une autre proposition est apparue quand Airbus a décidé en 2021 de développer un kit installable dans tous les A400M.

## Carrière commerciale

### Livraisons par années
| Modèle | 1983 | 1984 | 1985 | 1986 | 1987 | 1988 | 1989 | 1990 | 1991 | 1992 | 1993 | 1994 | 1995 | 1996 | 1997 | 1998 | Total |
| ------ | ---- | ---- | ---- | ---- | ---- | ---- | ---- | ---- | ---- | ---- | ---- | ---- | ---- | ---- | ---- | ---- | ----- |
| A310   | 17   | 29   | 26   | 19   | 21   | 28   | 23   | 18   | 19   | 24   | 22   | 2    | 2    | 2    | 2    | 1    | 255   |
| A321   | -    | -    | -    | -    | -    | -    | -    | -    | -    | -    | -    | 16   | 22   | 16   | 22   | 35   | 111   |
| A330   | -    | -    | -    | -    | -    | -    | -    | -    | -    | -    | 1    | 9    | 30   | 10   | 14   | 23   | 87    |
| A340   | -    | -    | -    | -    | -    | -    | -    | -    | -    | -    | 22   | 25   | 19   | 28   | 33   | 24   | 151   |

### Livraisons par version
| Version        | Moteurs          | Nombre |
| -------------- | ---------------- | ------ |
| A310-203       | GE CF6-80A3      | 44     |
| A310-203C      | GE CF6-80A3      | 1      |
| A310-204       | GE CF6-80C2A2    | 7      |
| A310-221       | P&W JT9D-7R4D1   | 10     |
| A310-221       | P&W JT9D-7R4E1   | 23     |
| Total A310-200 |                  | 85     |
| A310-304       | GE CF6-80C2A2    | 82     |
| A310-308       | GE CF6-80C2A2/A8 | 21     |
| A310-322       | P&W JT9D-7R4E1   | 6      |
| A310-324       | PW4152           | 52     |
| A310-325       | PW4156A          | 9      |
| Total A310-300 |                  | 170    |
| Total A310     |                  | 255    |

### Principales compagnies utilisatrices sur les lignes de passagers
Après la faillite de Pan American World Airways les 21 avions qu'elle avait achetés sont récupérés par Delta Air Lines qui en exploite au total 30 exemplaires après remplacement des -200 par des -300.
Singapore Airlines (SIA) est le plus gros acheteur d'A310 neufs avec 23 exemplaires livrés à partir de 1987. Ces avions sont utilisés pour ses vols moyens courriers entre l'aéroport de Singapour-Changi et les destinations en Asie du Sud-Est, en Inde et en Australie. Le dernier A310 quitte sa flotte en 2005.
Suivent Air India avec 28 exemplaires et Lufthansa avec 25. Comme SIA, ces grandes compagnies ont retiré le type au cours des années 2000. Air France a utilisé douze A310, les derniers servant jusqu'en 2002.

### Comme avion officiel

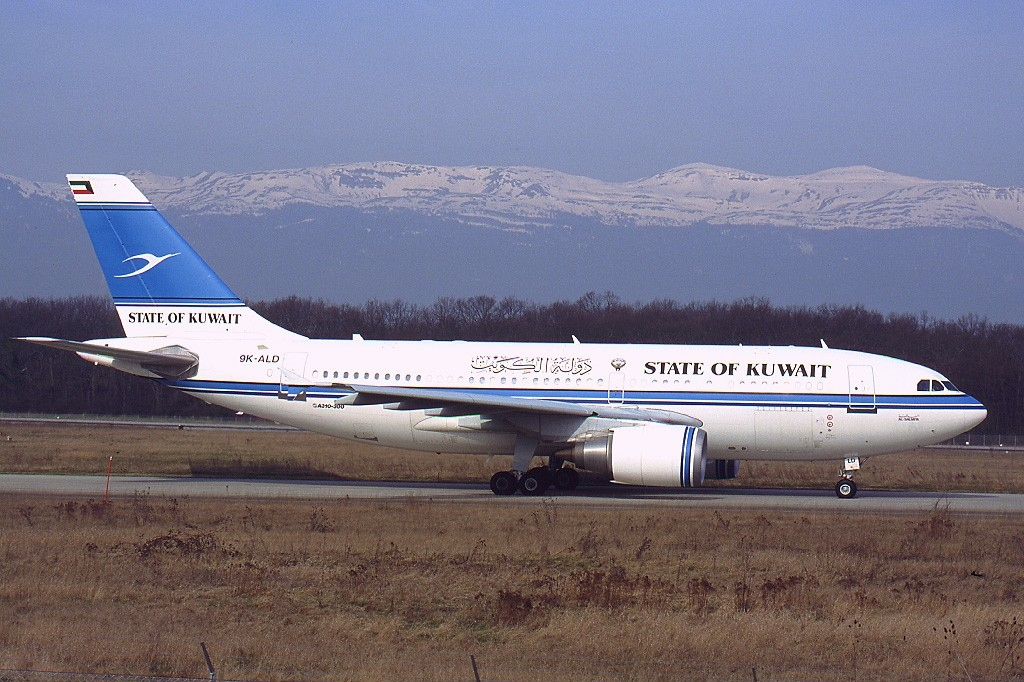
A310 du gouvernement koweiti, à Genêve en 2002.

En 2011, un des deux A310-325ET de Tarom (MSN 664) commença aussi à effectuer les vols gouvernementaux de la Roumanie. D'autres gouvernements possédaient des A310 en février 2012, dont l'Espagne (A310-304 MSN 550 et 551), le Koweït (A310-308 MSN 648 de 1993 à 2016), le Pakistan (A310-304 MSN 473), le Qatar (A310-308 MSN 667) et la Thaïlande (A310-324 MSN 591). En raison d'un rayon d'action supérieur, le 28 février 2015, 22 A310 étaient encore exploités comme version gouvernementale ou VIP, selon le site officiel d'Airbus. La plupart de ces appareils furent acquis d'occasion, car le constructeur n'avait livré que 3 exemplaires de cette catégorie.

### Accidents impliquant des Airbus A310

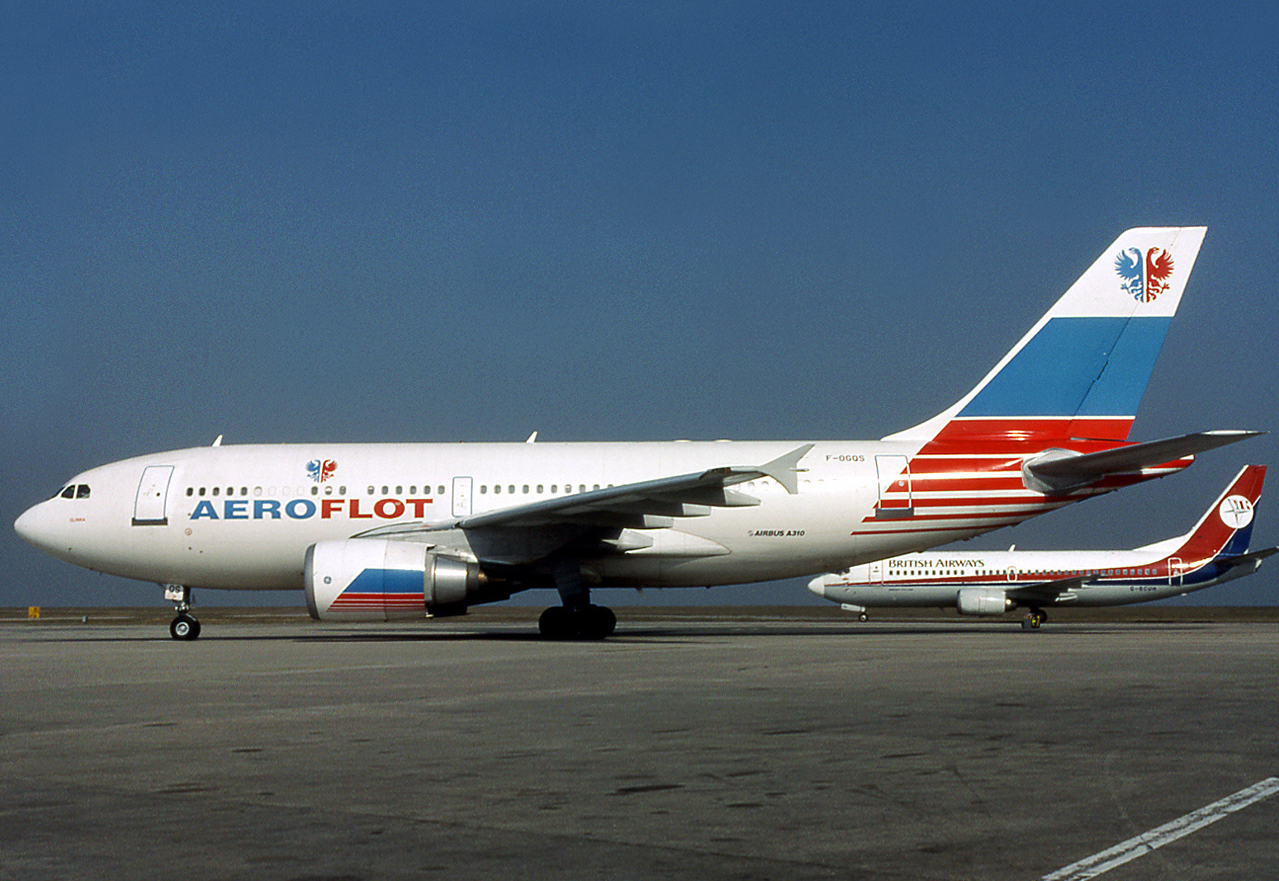
F-OGQS, A310-304 MSN 596 en 1993 à Charles-de-Gaulle. Si Aeroflot a acquis pour la première fois 5 A310 en location, cet appareil est perdu en 1994.

Depuis sa mise en service en 1983, l'A310 a été victime de treize accidents ou incidents ayant entraîné la destruction de l'avion. Neuf d'entre eux ont occasionné des pertes humaines et fait au total 681 victimes ; seuls ceux-ci sont listés ci-dessous (l'article détaillé reprend la liste exhaustive). Dix détournements ont entraîné la mort de cinq autres personnes.
| Date             | Avion concerné | Lieu                               | Service                            | Notes |
| ---------------- | -------------- | ---------------------------------- | ---------------------------------- | --- |
| 31 juillet 1992  | HS-TID         | Himalaya                           | Vol Thai Airways International 311 | Vol de Bangkok à Katmandou. S'écrase sur les flancs d'une montagne à l'approche de sa destination, à la suite d'une erreur de navigation de l'équipage et de malentendus avec les contrôleurs aériens. |
| 23 mars 1994     | F-OGQS         | Oblast de Kemerovo                 | Vol Aeroflot 593                   | Vol de Moscou à Hongkong, s'écrase à Mejdouretchensk en Sibérie. Les 63 passagers et 12 membres d'équipage meurent. Le commandant de bord avait eu l'idée d'inviter ses enfants à visiter le cockpit, les avait à tour de rôle laissé jouer avec les commandes, faisant confiance au pilote automatique. Les données introduites par les enfants entrèrent en conflit avec le pilote automatique. L'avion se cabre, décroche et s'écrase. |
| 31 mars 1995     | YR-LCC         | Proche de Bucarest                 | Vol TAROM 371                      | Vol entre Bucarest et Bruxelles s'écrase peu après le décollage, entraînant la mort des 50 passagers et 10 membres d'équipage. |
| 11 décembre 1998 | HS-TIA         | Aéroport de Surat Thani            | Vol Thai Airways International 261 | Vol de Bangkok à Surat Thani s'écrase 4 km avant d'atterrir, tuant 101 des 146 personnes à bord. La cause de l'accident est un cumul des conditions météos et d'une désorientation spatiale de l'équipage. |
| 30 janvier 2000  | 5Y-BEN         | Au large de la Côte d'Ivoire       | Vol Kenya Airways 431              | initialement prévu de Nairobi à Abidjan avec une escale à Lagos s'écrase en mer peu après son décollage de l'aéroport d'Abidjan. 169 des 179 passagers à bord meurent. |
| 6 juillet 2006   | F-OGYP         | Aéroport international d'Irkoutsk  | Vol S7 Airlines 778                | Vol de Moscou à Irkoutsk prend feu à l'atterrissage après une sortie de piste. 124 des 194 personnes à bord meurent. |
| 10 juin 2008     | SN-ATN         | Aéroport international de Khartoum | Vol Sudan Airways 109              | Vol de Amman à Khartoum s'écrase à l'atterrissage, tuant 30 personnes sur les 230 à bord. |
| 30 juin 2009     | 7O-ADJ         | Près de Mitsamiouli                | Vol Yemenia 626                    | Vol de Sanaa à Moroni s'abîme dans l'océan Indien à 10 km des côtes des Comores avec 153 personnes à bord dont 11 membres d'équipage. Une survivante a pu être repêchée,. |
| 24 décembre 2015 | 9Q-CVH         | Aéroport de Mbujimayi              | Vol cargo Serve Air                | Sortie de piste à l'atterrissage. L'équipage est indemne mais huit personnes sont tuées au sol. |

### Fin du programme
Après le succès considérable de l'A330, ses commandes sont arrêtées à la fin des années 1990. Le dernier A310 est livré en juin 1998 à Uzbekistan Airways. Le réacteur Pratt & Whitney PW4156A équipe cet appareil. Malgré l'absence de nouvelles ventes, l'avion reste encore au catalogue pendant huit ans. Airbus annonce l'arrêt officiel de la production des A300 au début du mois de mars 2006, puis celui de l'A310 en juillet 2007 même si les derniers A310 ont été construits en 1998. Dans l'ensemble, 255 exemplaires ont été produits.
Vers l'an 2000, Airbus prévoyait de lancer une version raccourcie de l'A330, désignée d'abord A330-100 puis A330-500, qui aurait été un successeur direct de l'A310, dans la même catégorie de capacité. Cet appareil aurait dû effectuer son premier vol en 2004 mais, faute de commandes suffisantes, le projet est abandonné.
En 2020, Fedex retire ses derniers A310 cargo du service. La même année, Air Transat, compagnie basée au Canada, retire l'avion de ses lignes. C'était le dernier utilisateur occidental d'A310 sur des lignes passagers.
En avril 2022, quelques appareils transportent encore des passagers, notamment en Iran. La compagnie iranienne Mahan Air en utilise encore sept sur les dix qu'elle possède. Iran Air fait usage de deux appareils, Airtour Airlines de deux autres, et un seul vole chez Ariana Afghan Airlines. Un petit nombre d'A310 vole encore pour le fret, notamment chez Royal Jordanian. Enfin, un avion est utilisé pour des transports privés par un opérateur saoudien.

## Postérité

### Exposition

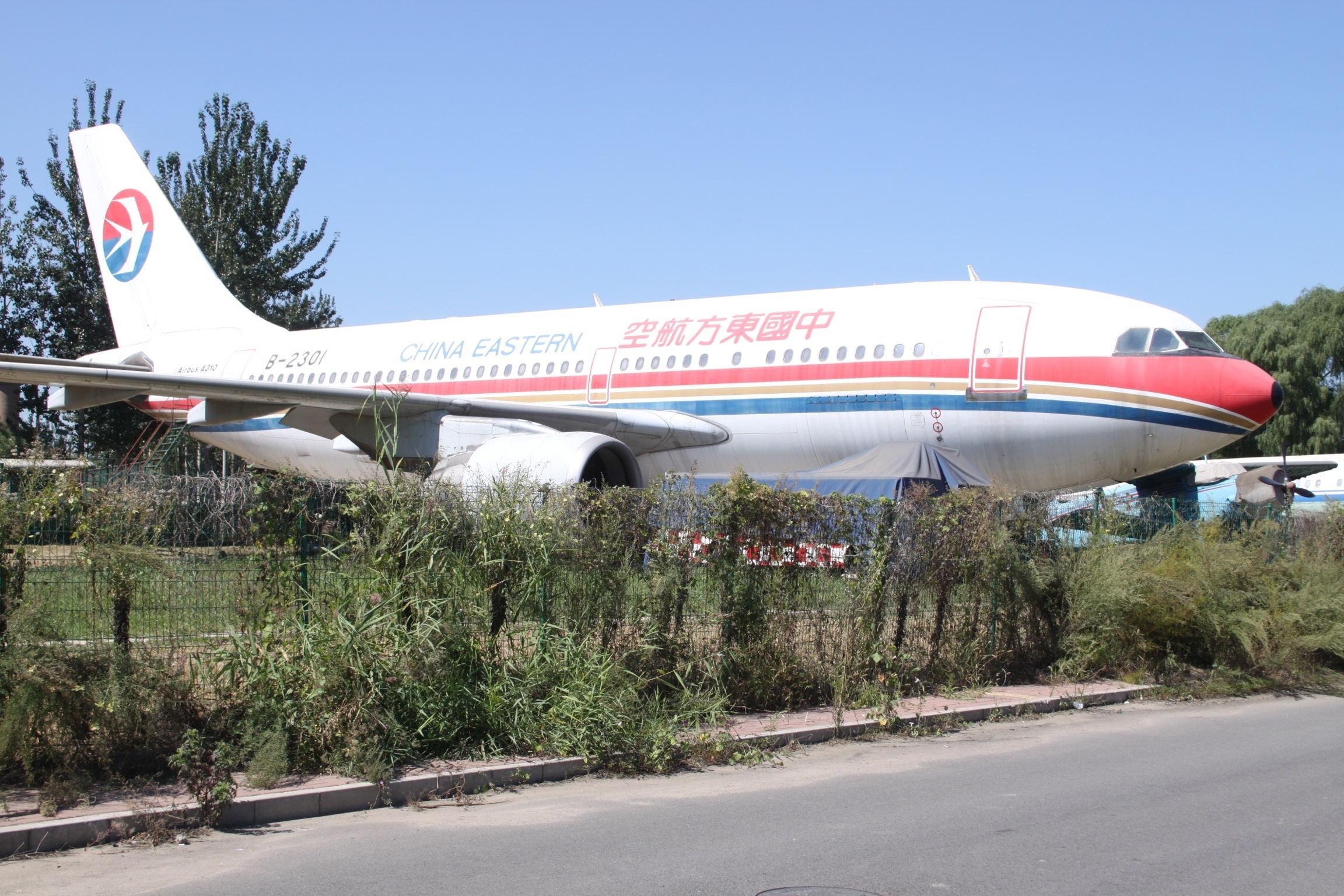
A310 exposé en Chine.

Un A310 est exposé au Musée de l'aviation chinoise, un ancien appareil de China Eastern.

### Cinéma
Un A310 apparait dans le film Quai d'Orsay, sorti en 2013. Pour le tournage, un appareil appartenant véritablement à la flotte gouvernementale française a été loué. Des A310 apparaissent dans d'autres films et séries télévisées, dont World War Z.

### Jeu vidéo
Microsoft Flight Simulator a ajouté l'A310 à la liste des appareils pilotables à l'occasion d'une mise à jour en novembre 2022.